# Avram Iancu
Avram Iancu (n. 1824, Avram Iancu, Alba, România – d. 10 septembrie 1872, Baia de Criș, Hunedoara, România) a fost un avocat transilvănean și revoluționar român pașoptist, care a jucat un rol important în Revoluția de la 1848 din Transilvania. A fost conducătorul de fapt al Țării Moților în anul 1849, comandând armata românilor transilvăneni, în alianță cu armata austriacă, împotriva trupelor revoluționare ungare aflate sub conducerea lui Lajos Kossuth.

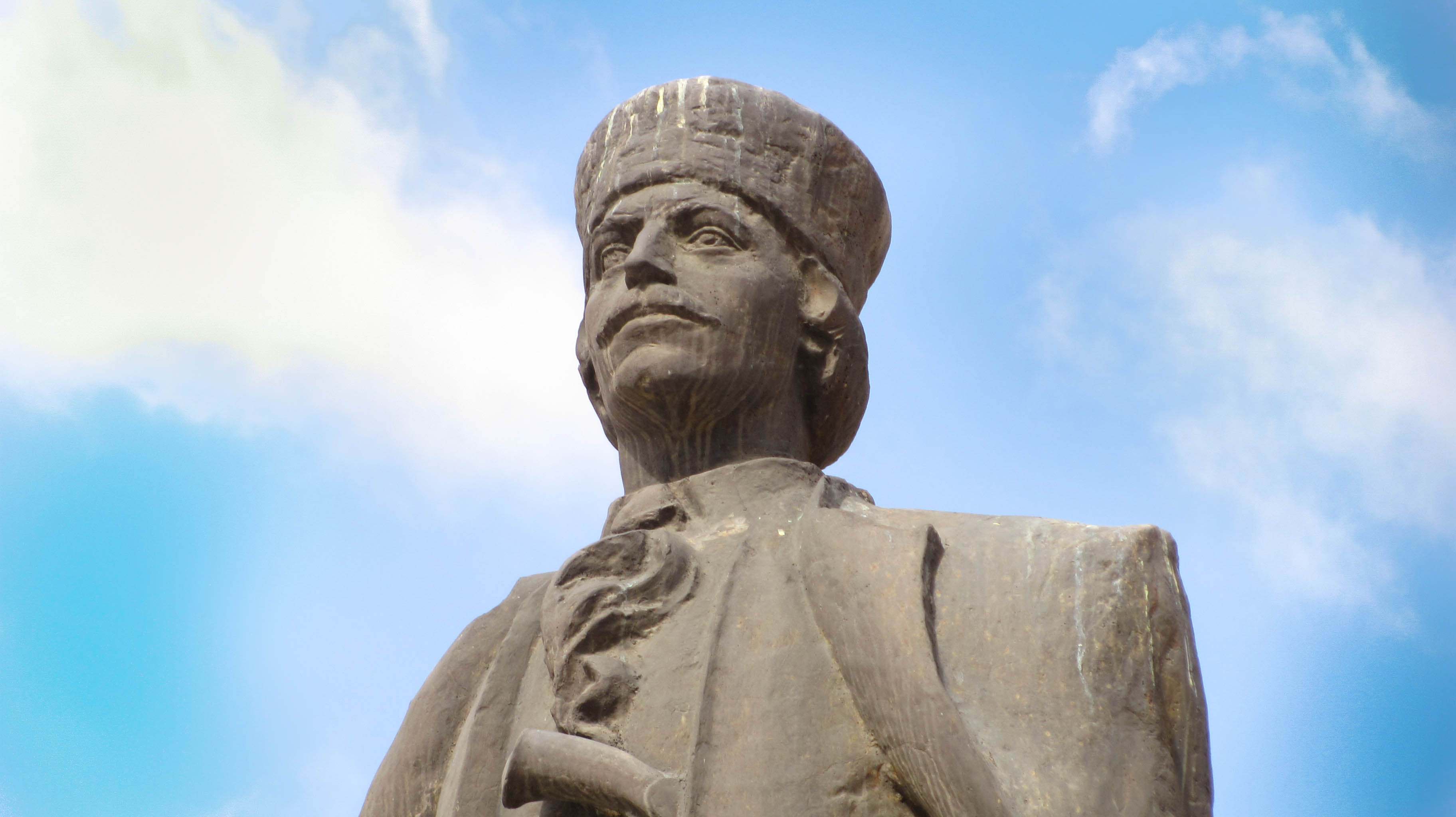
O statuie a lui Avram Iancu

## Originea și studiile
S-a născut în Munții Apuseni într-o familie de țărani moți înstăriți. Cel dintâi strămoș cunoscut al lui Avram Iancu este Gheorghe Iancu, preot ortodox în satul Vidra de Sus, participant la răscoala lui Horea și rudă cu acesta. Fratele bunicului lui Avram Iancu a fost Horea.
Gheorghe Iancu (decedat înainte de 1812) a avut șapte copii, patru fete - Sântioana, Maria, Zamfira și Ana - si trei băieți - ALISANDRU tatăl viitorului erou, Avram și Ioan.
Tatăl lui Avram Iancu, Alisandru (1787-1855), a fost pădurar, apoi jude domenial. El a urmat școala primară în sat și probabil pe cea din Câmpeni. Mama lui Avram Iancu a fost Maria Gligor. Cei doi copii ai familiei Iancu au fost Ioan (1822-1871) și Avram.
Având o situație materială bună, Avram Iancu a urmat școala primară în satul natal, în crângul Târsa, unde l-a avut învățător pe Mihai Gomboș fiind apoi mutat de părinți la Poiana Vadului și Câmpeni, absolvind la vârsta de 13 ani. Aici l-a avut dascăl pe Moise Ioanette. Gimnaziul l-a urmat începând cu anul 1837  la Zlatna, absolvind în anul 1841. S-a înscris apoi la Liceul Piarist din Cluj. Începând cu anul 1844 a urmat Facultatea de Drept la Cluj.

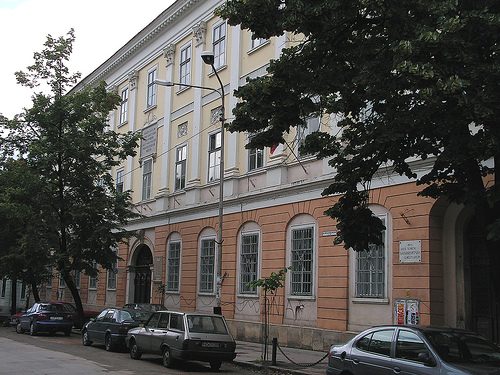
Fostul Liceu Piarist din Cluj

În anul 1846, așa cum obișnuiau toți cei care în epocă terminau științele juridice, a încercat să ocupe o funcție administrativă, solicitând să fie primit într-o slujbă de practicant fără salariu. Cererea sa a fost însa respinsă de guvernul din Cluj deoarece provenea dintr-o familie de iobagi, doar nobililor fiindu-le aprobate asemenea funcții. După câteva săptămâni s-a înscris cancelist la Târgu Mureș, la Tabla Regească (Curtea de Apel a Transilvaniei). Își ia examenul de avocat în martie 1848. În perioada când a fost cancelist la Târgu Mureș i-a cunoscut pe cei mai mulți dintre tinerii români care aveau să îi fie camarazi de luptă în timpul Războiului Național din Transilvania: Nicolae Bârlea, Iacob Bologa, Ioan Buteanu, Petru Dobra, Vasile Fodor, Iosif Hodoș, Ilie Măcelariu, Florian Micaș, Alexandru Papiu-Ilarian, Ioan Oros, Ioan Pinciu, Dionisie Pop Marțian, Samuil Poruțiu, Nicolae Solomon, Iosif Sterca-Șuluțiu, Dionisie Tobias, Amos Tordășianu. Tot în această perioadă îl cunoaște pe Nicolae Vlăduțiu, viitor prefect de legiune, și pe Nicolae Mureșan, viitor tribun.

## Activitatea politică și militară, 1848-1849

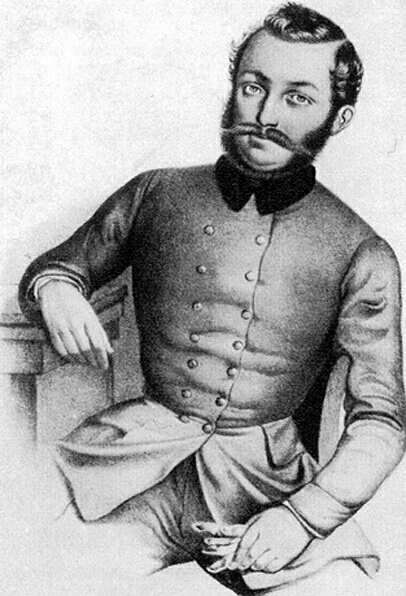
Avram Iancu, avocat la Tabla Regească (Curtea de Apel) Murăș-Oșorhei (Târgu-Mureș)

În preajma izbucnirii revoluției pașoptiste maghiare din Ungaria și Transilvania, în luna martie 1848, Avram Iancu se găsea cancelist la Târgu Mureș, alături alte câteva zeci de tineri români.
Primele informații despre revoluția de la Viena au ajuns în Transilvania la 21 martie 1848 prin intermediul ziarelor din Pesta. La 22 martie, canceliștii din Târgu Mureș (200 de tineri de toate naționalitățile) au adresat împăratului austriac un memoriu, care, acoperit cu semnături, a fost prezentat la 24 martie primarului orașului Târgu Mureș. La 25 martie, tineretul maghiar din Târgu Mureș a organizat o manifestație patriotică, invitați fiind și canceliștii români. Obiectivul principal al tineretului maghiar era „uniunea cu patria soră” și abia după aceea eliberarea maselor largi din jugul șerbiei. Cu toate că inițial și tinerii români au fost de acord cu principiile libertăților proclamate de revoluția ungară, ei au ținut să precizeze următoarele, prin glasul lui Alexandru Papiu-Ilarian:
„Ca român, semnez petiția cu condiția ca, în cazul când s-ar realiza drepturile poporului și egalitatea sa, să se asigure tuturor națiunilor de limbă felurită din Transilvania și Ungaria existența națională și limba maternă, iar eliberarea din iobăgie să se îndeplinească fără nici o despăgubire bănească, deoarece țăranii au plătit destul, chiar prea mult, timp de mai multe secole, de când nobilii le uzurpă nu numai drepturile civile, ci și pe cele sacre umane.”— Dragomir, op. cit.
iar Samuil Poruțiu, cerând să vorbească în întrunirea canceliștilor, a cerut „să nu li se pretindă a fi toate numai ungurește... Pentru ce să fie chiar și Dumnezeu ungur? Să jurăm pe Dumnezeul popoarelor!”, dar a fost întrerupt de canceliștii maghiari, care au cerut „Uniune sau moarte! Să ne unim cu Țara Ungurească, pentru că altminteri pierim!”. Tinerimea maghiară nu admite concesii. Replica primită de Poruțiu din partea scriitorului maghiar Urházy, reprezentant de seamă al generației tinere este sugestivă: „Domnia-ta ai semnat doar uniunea! Domnia-ta, concetățene Poruțiu, ești de-acum ungur!” La această manifestare a fost prezent și Avram Iancu. Jigniți de insistența cu care tinerii români își apără opiniile, tinerii maghiari îi vor supraveghea cu mare atenție pe Iancu și pe colegii săi.
La 26 martie 1848, în casa în care locuia Avram Iancu la Târgu Mureș, a avut loc o întrunire a tinerilor români, pentru a-l asculta pe Nicolae Bârle care sosise de la Blaj, unde avusese loc o întrunire a intelectualilor români. Sfatul tinerilor a decis ca în duminica Tomii să țină o adunare națională la Blaj, cu scopul „de a se face pașii necesari în cauza națională”.
La 1 aprilie 1848, Iancu, alături de alți tineri români printre care Alexandru Papiu-Ilarian, Samuil Poruțiu și Florian Micaș, a sosit la Blaj, luând parte la consfătuirea politică. De la Blaj, Avram Iancu a plecat în munți, la moții săi, unde a ajuns la 6 aprilie. La această dată s-a desfășurat adunarea românilor de la Câmpeni, iar în zilele următoare a luat parte la întrunirile convocate de Simion Balint și Ioan Buteanu. Au fost convocate întruniri ale poporului la Abrud, Câmpeni și Bistra, pentru a se dezbate punctele unui memoriu care urma să fie remis guvernului. Iancu a contribuit la aceste adunări prin informațiile aduse de la Blaj, iar Buteanu prin cele aduse de la Cluj. Avram Iancu, împreună cu Simion Balint, au pornit prin satele de mai sus de Câmpeni, pe Râul Mare și Râul Mic, pentru a sta de vorbă și a mobiliza oamenii pentru acțiune politică. În această perioadă, în urma informărilor venite din partea unor funcționari unguri din zonă, Iancu a fost catalogat de către guvern drept „primejdios” și s-a ordonat arestarea lui. Invitat la Târgu Mureș de președintele Tablei regești, Iancu a plecat spre acest oraș. Scapă de arestare deoarece guvernul nu emisese ordinul de arestare. Nu același lucru se va întâmpla cu tânărul avocat din Cluj, Florian Micaș, care va fi arestat câteva zile mai târziu.
După discuția cu președintele Curții de Apel, Iancu s-a întors urgent spre casă, făcând pe drum un singur popas, la Blaj, unde s-a pus la curent cu deciziile politice ale fruntașilor români. În scurt timp, el a adresat moților săi următorul apel:
„Cereți vârtos să se șteargă iobăgia, pentru că, lucrând pe nimica de vreo zece sute de ani în brazdele domnilor, ați plătit și de o sută de ori pământul care vă dădea hrana vieții de pe o zi pe alta, cu atât mai mult că l-ați plătit degeaba, pentru că acela a fost al vostru și pentru el s-a vărsat sângele strămoșilor voștri...

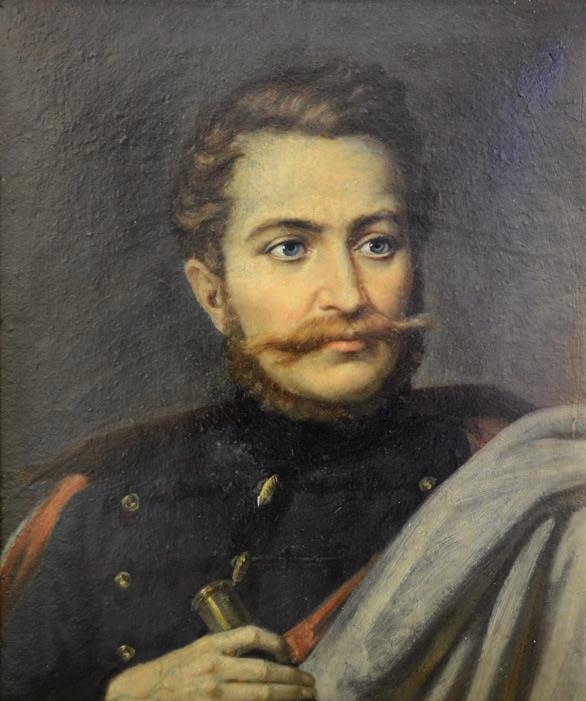
Avram Iancu
(portret de Mișu Popp)

Să caute de aceea cu toții a se uni cu poporul, declarând fără sfială ungurilor că nu se odihnesc până ce nu se va recunoaște prin lege națiunea română și până ce nu va fi reprezentată în dietă, pentru a putea judeca în ce chip și sub ce condiții să se unească cu Țara Ungurească”— Dragomir, op. cit.
Tot la Blaj, Iancu a aflat că guvernatorul Transilvaniei, contele ungur Teleki, a interzis ținerea adunării naționale românești programată pentru data de 30 aprilie 1848, la Blaj. I s-a cerut episcopului român să întrunească la o altă dată un număr mic de clerici și pe conducătorii laici pentru redactarea unui memoriu către dietă. Măsura aceasta urmărea diminuarea forței politice a românilor, motiv pentru care se ia hotărârea de a se continua demersurile pentru adunare. Episcopul român greco-catolic Ioan Lemeni, cunoscut ca adept al unirii Transilvaniei cu Ungaria, a primit din partea guvernatorului solicitatea de a pleca în munți pentru a-i liniști pe moți și pentru a pune capăt adunărilor de popor.
În același timp, după Paști, autoritățile ungare din Transilvania au declarat starea de asediu și au început să ridice spânzurători prin satele românești, pentru a-i intimida pe români și a-i determina să nu participe la Adunarea Națională de la Blaj din 30 aprilie. Episcopul Ioan Lemeni a interzis preoților săi să se prezinte la adunare, iar coloanele de țărani români au încercat să fie oprite prin diferite metode: amplasarea de trupe pe traseul acestora, interdicția de a trece podurile, confiscarea tuturor ambarcațiunilor cu care se puteau trece râurile, etc. Întrunirea românilor din duminica Tomii s-a ținut deci fără aprobarea guvernatorului Transilvaniei. Fruntașii români au căutat să formuleze revendicările românești și au discutat programul adunării naționale. Consfătuirile au fost prezidate de Simion Bărnuțiu, cu care Iancu s-a înțeles foarte bine.
La Adunarea Națională de la Blaj din 30 aprilie 1848, Avram Iancu a participat, alături de Ioan Buteanu, în fruntea a 2.000 moți, fiind primit cu entuziasm de românii prezenți la adunare. Iancu, Buteanu și Papiu-Ilarian își asumă riscul și, sfidând samavolnicia lui Teleki, prezintă revendicările românești. Reprezentanții autorității publice veniți să citească ordinul de dizolvare a adunării sunt nevoiți să le acorde celor trei tribuni certificate de bună purtare și asigurarea că nu vor suporta consecințe ulterioare. Lozinca sub care Iancu mobilizase oamenii era „Voi sunteți poporul!”.
La 1 mai 1848 numeroasa ceată a moților s-a întors acasă, condusă de Avram Iancu. În munți, Iancu a început să mobilizeze românii pentru participarea la a doua Adunare Națională de la Blaj, programată pentru 3/15 mai 1848. Moții nu au mai așteptat deciziile politice ale austriecilor sau maghiarilor, ei încetând din proprie inițiativă să se mai considere iobagi. Au refuzat să mai presteze slujbe iobăgești și să mai plătească taxele urbariale. Starea lor de spirit neconvenind autorităților maghiare, șpanul Lazar a fost trimis la 5 mai 1848 la Vidra de Sus, pentru a vorbi românilor. Fiind o zi de duminică, oamenii erau la biserică. Șpanul a încercat să le vorbească, dar a fost întrerupt de moți. Aflând că li s-a citit românilor o proclamație, a cerut-o și aceasta i s-a dat și citit de către Alisandru Iancu, tatăl lui Avram. În încheiere, Avram Iancu a adăugat de la sine: „Românii nu vor cerși libertatea de la unguri, ei sunt destul de tari ca să și-o stoarcă prin luptă.”.
La Marea Adunare Națională de la Blaj din 3/15 mai 1848, prezidată de episcopii Lemeni și Șaguna, Iancu a participat în fruntea a 10.000 de moți, organizați și disciplinați militărește. Iancu a sosit la Blaj în data de 15 mai și a luat parte la toate discuțiile, iar moții săi au asigurat paza și ordinea adunării, la care au participat zeci de mii de țărani români, precum și revoluționari moldoveni și munteni. De asemenea, Iancu a vorbit românilor, expunându-le și explicându-le revendicările națiunii române din Transilvania. La această adunare s-a decis trimiterea a două delegații românești, una la Viena, pentru a prezenta împăratului doleanțele românilor, iar alta la Cluj, pentru a le prezenta Dietei Transilvaniei.
La sfârșitul lunii mai 1848, Iancu, alături de fruntașii români din Munții Apuseni, au ținut o consfătuire la Câmpeni, pentru a decide atitudinea de urmat în privința iobăgiei, care încă nu fusese ștearsă legal. Iancu a susținut îndeplinirea sarcinilor iobăgești până la clarificarea legală a situației și doar dacă nu se va rezolva legal, să încerce să își obțină drepturile prin forță.
La 4 iunie, baronul Perenyi a înaintat un raport despre situația din Munții Apuseni, iar ca urmare, la 6 iunie 1848, comisarul guvernului din Pesta a ordonat luarea de măsuri severe împotriva lui Avram Iancu. Aflat la Sibiu, Avram Iancu a aflat noile știri despre situația politică din Transilvania: guvernul Transilvaniei, întrunit în ziua de 29 mai la Cluj, decretase unirea Transilvaniei cu Ungaria, fără să se dezbată memoriul românilor care  constituiau majoritatea în Transilvania (1.250.000 români față de cca 600-700.000 maghiari și 250.000 sași), precum și dizolvarea Comitetului Național Român de la Sibiu, amenințând cu pedepse aspre pe cei care ar îndrăzni să mai convoace adunări.
În urma masacrului de la Mihalț, în care 12 țărani români au fost uciși de grănicerii secui și gărzile naționale maghiare din Aiud, iar alte câteva zeci au fost răniți, Avram Iancu decide să plece la 5 iunie 1848 de la Sibiu în Țara Moților și să strângă moții pentru a se putea apăra în caz de nevoie. La 6 iunie Iancu a ajuns în Țara Moților și a ținut la Bucium Cerbu o adunare, informând oamenii despre deciziile politice maghiare și despre deteriorarea situației generale, mulți țărani români fiind ținta maltratărilor.
La sfârșitul lunii mai 1848 la Abrud s-a format garda națională maghiară, iar Iancu a fost amenințat de autoritățile locale și somat să lase românii să continue prestațiile iobăgești și în continuare. Starea de spirit a românilor era ca atare foarte neliniștită, mai ales că funcționarul Nemegyei ceruse la 7 iunie să se trimită în munți trupe de secui de la Aiud. Ca urmare, la 9 iunie 1848, la târgul ținut la Câmpeni, Iancu le-a cerut moților să se înarmeze, dar să rămână liniștiți și să nu atace pe nimeni. La 13 iunie 1848 a sosit în Țara Moților o comisie gubernială maghiară, însoțită de o companie de soldați maghiari, pentru a investiga situația în care se aflau românii și care erau acuzați de răzvrătire. La 14 iunie comisia a mai cerut 2 companii de soldați, care i s-au trimis imediat din Turda. La 18 iunie s-a publicat oficial desființarea iobăgiei de către guvernul ungar. Iancu a asigurat comisia că țăranii români vor respecta liniștea și ordinea și că își vor revendica pe cale legală pământurile și pădurile.
La 19 și 20 iunie Avram Iancu a făcut cu moții două exerciții de mobilizare, la care oamenii s-au prezentat înarmați și disciplinați militărește, organizați pe subunități și cu comandanții în frunte.. Alte trupe au fost solicitate de comisia maghiară, astfel că la 23 iunie se aflau în munți 200 de soldați imperiali și 300 de secui. Mai mulți fruntași români au fost solicitați să se prezinte în fața comisiei pentru a da declarații, dar când au făcut-o, au fost arestați, printre ei numărându-se Simion Balint. Avram Iancu a fost și el invitat să vină în fața comisiei dar, aflând de soarta celorlalți, nu s-a prezentat. La 29 iunie a informat comisia de anchetă că nu are de ce să se prezinte în fața ei, pentru că nu a făcut rău nimănui, iar pe moți i-a înarmat numai în scop de apărare. Iancu a plecat în munți, ascunzându-se pentru o perioadă în Țara Moților și în Zarand.
La 21 septembrie 1848, Avram Iancu, în fruntea a 6.000 de moți înarmați, a participat la a treia Adunare Națională de la Blaj, care a ținut 8 zile. La adunare erau prezenți cca 60.000 de români din toată Transilvania. Comisarul maghiar Vay a încercat să îi determine pe țăranii români să plece acasă și să renunțe la revendicări, iar pe fruntașii români, printre care și Avram Iancu, să îi mituiască pentru a-i trimite pe țărani acasă. Atât Iancu, cât și ceilalți fruntași, l-au refuzat pe comisar. Românii au cerut la această adunare națională încetarea persecuțiilor împotriva lor, care luaseră amploare mai ales după ștergerea iobăgiei, ridicarea stării de asediu și reintroducerea ordinii prin intermediul legii, nu al forței. De asemenea, românii nu au recunoscut unirea Transilvaniei cu Ungaria, făcută, împotriva voinței lor declarate, de către guvernul maghiar de la Cluj, și au solicitat să se înființeze gărzi naționale românești, înarmate de către armata austriacă așa cum aceasta le-a înarmat pe cele maghiare, constituite deja de multă vreme. Avram Iancu s-a aflat printre semnatarii procesului-verbal al adunării, care în final a proclamat „constituțiunea împărătească austriacă”, deci opunerea și mai dură față de revoluția ungară și revenirea la situația dinainte de 25 aprilie 1848.
La 30 septembrie Iancu a plecat de la Blaj înapoi în munți, însoțit de moții săi.
La 10 octombrie 1848 Kossuth Lajos adresează românilor o proclamație, prin care li se cere să nu se opună revoluției maghiare și Ungariei, în caz contrar, cei care se vor opune urmând să fie omorâți, iar averile lor confiscate. Până la această dată, mișcarea românească nu făcuse nici o victimă și nici un exces.
La 19 octombrie 1848 Avram Iancu a înființat în Țara Moților Legiunea Auraria Gemina. El a fost numit de către Comitetul Român de Pacificațiune de la Sibiu în rangul de „prefect” (echivalent cu cel de general), iar Ioan Bălaș și Ioan Constantin Boeriu viceprefecți. Baza juridică a organizării Landsturm-ului românesc a fost constituită din punctul 10 al Petiției Naționale adoptate de Marea Adunare Națională de la Blaj din 3/15 mai 1848, care „cere înarmarea poporului sau gardă națională spre apărarea țărei în lăuntru și din afară. Miliția română să-și aibă ofițerii săi români”. La 17 octombrie 1848 înarmarea românilor este confirmată de comandamentul militar austriac de la Sibiu.
Primele tabere de instrucție ale Legiunii Auraria Gemina, numite în epocă și lagăre (loagăre de către țăranii români) au fost înființate la Câmpeni, Bistra, Bucium și Măgina și au fost mobilizate la 19 octombrie 1848.
Tabăra de la Câmpeni a avut rolul de a concentra combatanții Legiunii Auraria Gemina și de a-i instrui pentru luptă. Comandantul ei, tribunul Nicolae Corcheș, s-a dovedit a fi un bun organizator, din această tabără provenind luptători buni care au participat la multe dintre luptele duse în anul 1849.
Tabăra de la Bistra era amplasată la 5 kilometri est de Câmpeni, în locul unde Bistricioara se varsă în Arieș. A fost înființată la 19 octombrie 1848, comandant fiind numit centurionul Alexandru Bistran. În această tabără se concentrau și se instruiau combatanții proveniți din peste 25 sate și crânguri (cătune): Bistra, Aronești, Bălești, Bălăești, Ciuldești, Crețești, Dealul Muntelui, Dâmbureni, Durăști, Gănești, Hodișești, Hudricești, Gipaia, Lunca Largă, Lunca Merilor, Mihăiești, Novăcești, Perjești, Poiana, Runcuri, Stefanca, Tomnatec, Tărănești, Vârșii Mari, Vârșii Mici și altele.
Tabăra de la Bucium era amplasată la 8 kilometri sud-est de orașul Abrud, pe Valea Buciumului. A fost înființată la 19 octombrie 1848, comandant fiind numit vicecenturionul Dionisie Popovici. În această tabără se concentrau și se instruiau combatanții proveniți din satele Bucium, Bucium-Cerbu, Bucium-Șasa, Bucium-Izbita, Bucium-Muntari și Bucium-Poieni.
Tabăra de la Măgina era amplasată la 8 kilometri nord-vest de orașul Aiud. A fost înființată în ultima decadă a lunii octombrie 1848, comandant fiind viceprefectul Simion Probu-Prodan. Numărul combatanților români din această tabără era mai mic decât în celelalte tabere ale Legiunii Auraria Gemina. Rolul acestei tabere era de se opune atacurilor care se așteptau din partea trupelor maghiare staționate la Aiud. După doar câteva zile de la înființare, la 25 octombrie, tabăra de la Măgina a fost atacată de gărzile naționale maghiare din Aiud, conduse de Kemeny Istvan, și de o companie de infanterie de linie. Din cauză că în rândurile atacatorilor se aflau soldați imperiali, combatanții români au refuzat să lupte, pentru că nu voiau să se bată împotriva ostașilor împăratului Austriei. Ca urmare, tabăra a fost împrăștiată.
Tabăra de la Cacova (azi Livezile) era amplasată la aproximativ 10 kilometri nord-vest de orașul Aiud. A fost înființată în luna ianuarie 1849 și a fost comandată de viceprefectul Simion Probu-Prodan. Avea rolul de a interzice accesul trupelor maghiare pornite din Aiud spre centrul Munților Apuseni.

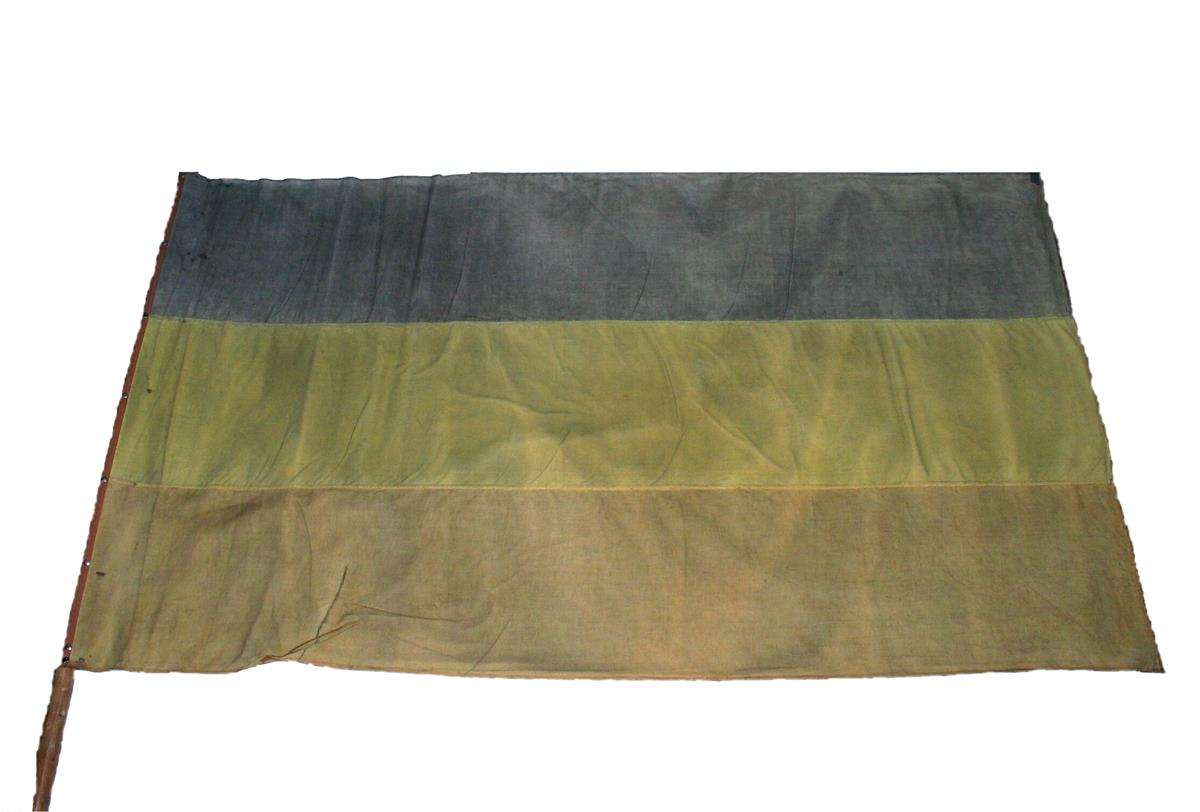
Drapel folosit în oastea lui Avram Iancu

Ioan Șuluțiu, tribun, se ocupa cu aprovizionarea cu muniție. Singura legiune românească despre care se știe că a avut drapel a fost Legiunea Auraria Gemina. Acesta era în culorile naționale actuale, albastru-galben-roșu, dispuse orizontal, cu culoarea roșie în partea inferioară. Hampa sa era în culorile naționale maghiare, roșu-alb-verde, pentru că era captură de război, fiind luată de la trupele ungare într-una din luptele date împotriva maiorului Hatvani la Abrud în primăvara anului 1849.
La 8 noiembrie 1848, la ordinul General Commando austriac din Transilvania, Avram Iancu, cu 4.000 de combatanți din Legiunea Auraria Gemina, participă la operațiunile militare austriece pe direcția generală Teiuș-Cluj. La aceste operațiuni a participat armata austriacă și un total de cca 30.000 combatanți români. Legiunea Auraria Gemina s-a oprit lângă Turda, fără a intra în oraș, pentru că aici se oprise și armata austriacă. Orașul s-a predat fără luptă la 20 noiembrie, iar după câteva zile Avram Iancu s-a întors cu moți în munți.
La 29 noiembrie 1848 Avram Iancu avea gata de luptă alți 1.500 de moți, la solicitarea armatei austriece. Cu ei s-a deplasat pentru a lua parte la luptele prevăzute a se da cu armata ungară în defileul de la Ciucea. La 4 decembrie Avram Iancu a ajuns la Săcuieu, județul Cluj, iar în noaptea de 6 spre 7 decembrie i s-a cerut să atace prin suprindere liniile inamice. Din cauza incompentenței unui ofițer austriac, care i-a aruncat în luptă pe moți fără a cerceta corenspunzător terenul, atacul a eșuat, iar la 10 decembrie Iancu a fost obligat să își retragă luptătorii. Ajuns la Câmpeni, a mobilizat alți luptători, cca 1.500, pe care i-a trimis spre Huedin pentru a coopera cu armata austriacă. De la Câmpeni, Iancu a plecat la Sibiu pentru a lămuri diferite chestiuni, militare și politice. O adunare a fruntașilor români, puși în dificultate de generalul austriac Puchner, comandantul militar al Transilvaniei, se va desfășura la Sibiu la 28 decembrie fără Avram Iancu, care a plecat înapoi în munți. Generalul austriac, văzând ofensiva secuilor (declanșată la 19 octombrie) oprită și Clujul cucerit de armata imperială, s-a depărtat de români, lăsându-i în voia sorții, ba chiar amenințându-i cu forța armată.
În munți, lipsit de ajutorul în armament, muniție și hrană promis de armata austriacă, Avram Iancu organizează apărarea Țării Moților exclusiv prin mijloace proprii.
La 19 și 20 ianuarie 1849 Iancu a participat la o conferință la Zlatna, la care au participat toți prefecții români care au putut, precum și revoluționari români refugiați din Muntenia. Scopul era stabilirea planului de acțiune în noua situație, când după ofensiva din decembrie a generalul maghiar de origine poloneză Josif Bem, Transilvania era aproape integral cucerită de armata maghiară. Luptătorii români din Munții Apuseni abia aveau la dispoziție 800 de puști la un număr de câteva mii de combatanți, iar aprovizionarea cu hrană era problematică.
La sfârșitul lunii martie 1849, combatanții români din Munții Apuseni erau complet înconjurați în munți de trupele ungare. La sfârșitul lunii aprilie 1849, deputatul maghiar de origine română Ioan Dragoș este trimis de Kossuth pentru a-i convinge pe români să depună armele, pentru că prin rezistența lor țineau blocate prea multe trupe maghiare, care erau necesare în alte părți ale Transilvaniei pentru a se opune trupelor austro-ruse, care pregăteau contraofensiva, din Moldova și Muntenia. Generalul ungur Janos Czecz apreciază în memoriile sale că între decembrie 1848 și iulie 1849, moții au ținut în șah aproximativ o treime din efectivele armatei maghiare din Transilvania (cca 10.000 soldați), a căror lipsă a fost puternic resimțită în luptele duse de maghiari împotriva rușilor și austriecilor.
La 6 mai 1849, în timp ce moții duceau tratative de pace cu Ioan Dragoș, maiorul ungur Hatvani Imre a intrat prin surprindere cu trupele sale în Abrud, acesta fiind considerat de români un act de trădare din partea maghiarilor. A doua zi, mobilizarea românilor începuse deja, iar la 8 mai a început prima bătălie pentru Abrud, condusă de Avram Iancu, care s-a încheiat la 10 mai prin evacuarea orașului de către trupele maghiare care au supraviețuit. La 15 mai 1848 maiorul Hatvani a ocupat din nou Abrudul, după ce își completase trupele decimate. A urmat a doua bătălie de la Abrud, care s-a încheiat la 18 mai 1848 cu înfrângerea gravă a trupelor ungare. În total, maiorul Hatvani a pierdut cca 5.000 soldați și toată artileria, iar deputatul Dragoș a fost ucis (în prima bătălie de la Abrud).
La 8 iunie 1849 împotriva românilor din Munții Apuseni a pornit cea mai mare forță militară maghiară care atacase zona până în acel moment, peste 4.000 soldați cu 19 tunuri și 4 baterii de rachete, condusă de colonelul Kemeny Farkas. A rezultat a treia bătălie de la Abrud, care a început propriu-zis la 11 iunie și s-a încheiat la 17 iunie (luptele începuseră încă din 8 iunie, pe drumul spre Abrud). Armata maghiară, suferind de foame și pierzând mulți oameni în luptă, încercuită în Abrud, a fost silită să abandoneze orașul și să retragă, având cel puțin 500 soldați morți în luptă.
La 21 iunie 1849 Avram Iancu a fost contactat prin scrisori de către colonelul ungur Simonffy, care îi scria din Vașcău, precum și de către deputatul Ioan Gozman, în vederea încetării ostilităților. El le răspunde la 27 iunie, nerenunțând la scopurile pentru care a început lupta, dar nici refuzând posibilitatea unor negocieri pentru depunerea armelor. La 2 iulie 1849, colonelul Simonffy îi expediază lui Kossuth răspunsul lui Iancu. Acesta a răspuns la 5 iulie, dar prea puțin încurajator pentru români. Răspunsul lui Kosstuh a fost rigid și tăios, nerenunțând nici el la ideile sale și respingând continuarea unor tratative de pace. El îl somează pe Avram Iancu, și implicit pe români, să depună armele necondiționat până la 20 iulie și abia apoi să vadă dacă vor primi drepturile solicitate.
La 14 iulie 1849 Kossuth l-a împuternicit pe revoluționarul muntean Nicolae Bălcescu să plece în Munții Apuseni pentru a-l convinge pe Avram Iancu să facă o înțelegere cu maghiarii și să treacă de partea lor, în contextul puternicei ofensive austro-ruse din Transilvania, care amenința armata maghiară cu dezintegrarea. Lui Iancu i se propunea de către Kossuth, în caz de împăcare, gradul de general în armata ungară și trecerea cu legiunea sa în Muntenia pentru a lupta acolo împotriva forțelor austro-ruse. Kossuth a semnat documentele necesare organizării unei legiuni românești care să lupte în cadrul armatei ungare la 15 iulie 1849. Bălcescu ajunge în munți cu oferta maghiară la sfârșitul lunii iulie 1849, iar discuțiile cu și între conducătorii românilor din munți au durat 4 sau 5 zile. Avram Iancu i-a răspuns în scris lui Kossuth la 3 august 1849, arătându-i că în condițiile date, cu armata maghiară înfrântă și armatele austro-ruse învingătoare și stăpâne în Transilvania, nicio discuție nu își mai are rostul.
În timpul acestor discuții de pace, luptele cu armata ungară nu au încetat. Combatanții Legiunii Auraria Gemina, comandată de Avram Iancu, s-au ciocnit la 2 și 4 iulie de trupele maghiare conduse de Velics Karoly, care au încercat să atace munții din direcția Aiud, dar au fost înfrânte de luptătorii tribunilor Fodor și Șerban. La 22 iulie aceste atacuri maghiare au fost repetate, dar s-au soldat din nou cu o înfrângere, venită tot din partea tribunului Fodor.
La 29 iulie 1849, ministrul-președinte maghiar Szemere ține un discurs în care spune că unul din scopurile revoluției ungare este libera dezvoltare a naționalităților, adică exact motivul discordiei dintre maghiari și români în anii 1848-1849. Kossuth Lajos îl însărcinează pe revoluționarul pașoptist român Eftimie Murgu să meargă în munți la Avram Iancu și să îi comunice acest fapt, pentru a-l atrage în ultimul moment de partea revoluției maghiare.. Eftimie Murgu însă nu va putea răzbate în munți, fiind oprit la Ilia. Oricum, totul era prea târziu. Armatele austro-ruse erau în ofensivă în apropierea Munților Apuseni, armata maghiară în retragere. Iancu va acorda trupelor maghiare o asigurare că nu le va ataca în aceste momente, lăsându-le să se retragă nestingherite în orice direcție.

## Sfârșitul războiului
La începutul lunii august 1849, generalul rus Lüders îl invită pe Avram Iancu la Alba Iulia, pentru a-l cunoaște, a-i înmâna un cadou drept recunoaștere a sprijinului acordat prin războiul de gherilă purtat și să îl aprovizioneze cu muniția necesară. Iancu coboară din munți cu ceată de lăncieri, până pe valea Mureșului, dar se izbește rapid de ostilitatea colonelului austriac August, comandantul cetății Alba Iulia. La această atitudine ostilă au contribuit rapoartele false ale fostului consilier militar al Legiunii Auraria Gemina, căpitanul austriac Ivanovici, dar și faptul că austriecii aflaseră de tratative duse de Iancu cu maghiarii și oferta lui Kossuth de a trece de partea revoluției ungare. Din acest motiv, a făcut calea întoarsă la Câmpeni. La 22 august 1849, o delegație de doi moți, trimiși de Iancu la Florești, județul Cluj, au declarat armatei austriece că acesta a decis să își lase luptătorii la vatră. Generalul austriac Wohlgemuth l-a invitat pe Avram Iancu la Sibiu pentru a-i cere ajutorul în dezarmarea lăncierilor români din Zarand. Iancu și-a asumat această responsabilitate, iar moții din Zarand au început să depună armele după 7 septembrie 1849. Dezarmarea românilor de către austrieci s-a făcut cu greutate, foarte puține arme fiind predate, deși Iancu și Axente Sever se angajaseră să ajute la depunerea armelor, ceea ce i-a făcut pe imperiali să fie și mai bănuitori față de Iancu.

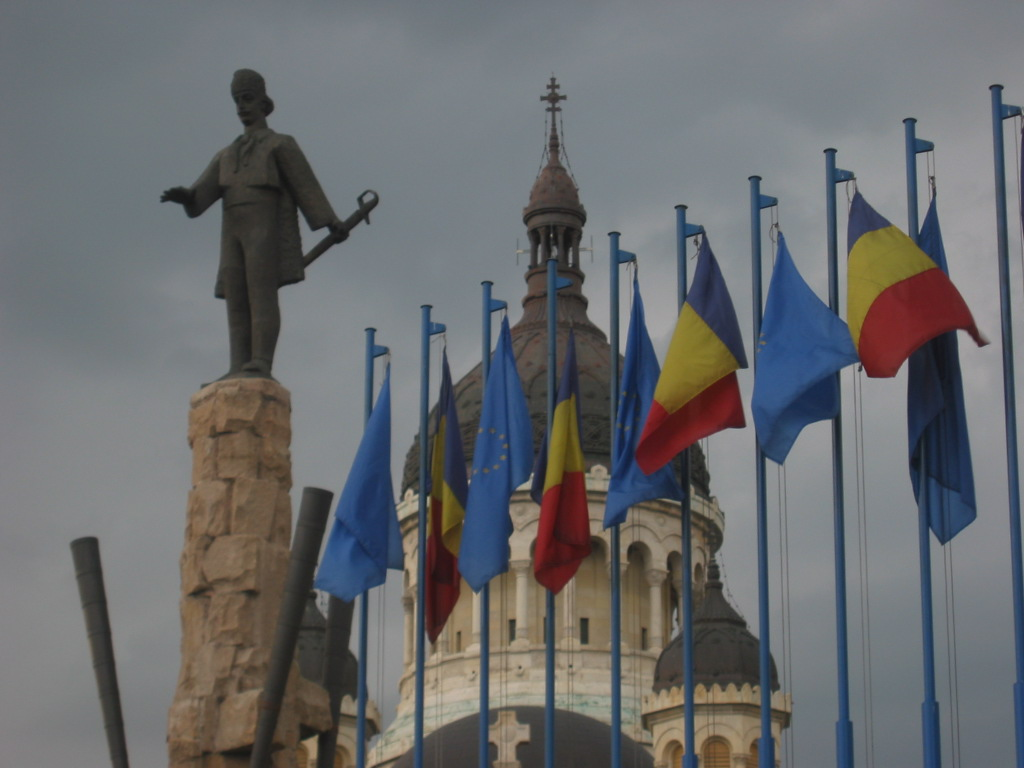
Statuia lui Avram Iancu din Cluj-Napoca

## După 1849
Imediat după terminarea ostilităților, reprezentanții austrieci trimiși de împărat în Transilvania, Wohlgemuth, Clam Gallas și Bach, au dat dovadă de ignorarea românilor și a contribuției lor la cauza Casei de Habsburg. De la bun început, meritele lor au fost diminuate, rău înțelese și suspectate fără motiv. Sacrificiile umane și materiale ale românilor nu au fost luate în seamă de împărat. În schimb, generalul rus Luders îl întrebă pe Avram Iancu despre doleanțele românilor, promițând să intervină pe lângă țar pentru ei. Din acest motiv, Iancu și Axente Sever vor trimite un memoriu generalului Luders și cer ajutorul țarului pe lângă împăratul austriac pentru câștigarea drepturilor cerute de români. Țarul a primit memoriul lui Avram Iancu, dar a răspuns că nu poate interveni într-o problemă a imperiului austriac, dar că va remite memoriul Curții imperiale, ceea ce a și făcut.
La 15 decembrie 1849 Avram Iancu a fost arestat de soldați austrieci la târgul de la Hălmagiu. Sub presiunea românilor, care se aflau în număr mare în acea zi la târg, soldații au fost obligați să îl elibereze, pretinzând că arestarea s-a făcut din greșeală.
În februarie 1850, Avram Iancu a plecat la Viena, unde se strângea o nouă delegație românească care dorea să ceară drepturi pentru românii din Transilvania. El a trecut prin Beiuș, ajungând la 6 februarie la Oradea, unde a fost primit cu entuziasm. La fel de bine a fost primit și la Pesta, fiind primit de generalul Haynau și baronul Geringer. Primul a dat în cinstea lui Iancu un supeu, iar la balul dat în aceeași seară, a fost acompaniat de ofițerii superiori austrieci. Iancu a plecat de la Pesta la 19 februarie și a fost primit de împăratul austriac la 8 martie 1850. Meritele sale au fost relevate în mod deosebit de împăratul Franz Josef. În zilele următoare Iancu a vizitat alte personalități austriece marcante. Iancu s-a întors acasă fără ca delegația românească să fi reușit altceva în afară de primirea unor promisiuni fără acoperire din partea austriecilor.
Țarul Rusiei a trimis la Sibiu 34 decorații pentru a fi împărțite celor care au avut merite deosebite în timpul războiului. Pentru Avram Iancu el a trimis Ordinul Sf. Stanislav. Cu toate acestea, la cererea autorităților austriece, țarul își va schimba decizia și îi va acorda lui Iancu o medalie inferioară, Ordinul Sf. Ana, clasa a II-a.
Pentru contribuția adusă în timpul războiului, Avram Iancu a fost inițial propus pentru decorare cu Ordinul austriac "Corona de fier" clasa a III-a, o decorație relativ înaltă și care conferea deținătorului dreptul la titlu de noblețe. Împăratul Franz Josef a tăiat cu mâna proprie această propunere, acordându-i numai "Crucea de aur pentru merite, cu coroană". Aceeași decizie a luat-o și în cazul prefecților Simion Balint și Axente Sever. Avram Iancu a fost invitat la Alba Iulia pentru a-și ridica decorațiile, dar el a refuzat de fiecare dată să o facă.
În august 1850, Iancu a plecat din nou la Viena, pentru a face parte din delegația națională românească. Din nou aceasta a primit de la austrieci numai cu promisiuni goale și amânări. La începutul anului 1851, Avram Iancu a fost chemat la prefectul poliției din Viena pentru a declara dacă acceptă sau nu decorațiile acordate și pe care le refuzase în repetate rânduri în anul 1850. El a expus din nou motivele pentru care refuză medalia austriacă, dar o acceptă pe cea rusească. Declarația sa a fost considerată ofensatoare pentru împăratul austriac. După 3 zile a fost din nou chemat la poliție pentru a fi întrebat dacă acceptă decorația austriacă și din nou Avram Iancu a refuzat. După alte câteva zile, el s-a prezentat din proprie inițiativă la poliție, pentru a declara că persistă asupra declarației sale inițiale, de a refuza decorația austriacă, spunând că o refuză cerând: "să se decoreze mai întâi națiunea cu împlinirea promisiunilor". La scurt timp după aceasta i s-a pus în vedere să părăsească Viena în termen de 8 zile, la fel cum au pățit și alți fruntași români din delegație. Iancu a plecat din Viena la 21 februarie 1851, pentru a nu se mai întoarce niciodată acolo.
După întoarcerea de la Viena, Iancu s-a implicat în lupta pe cale legală pentru obținerea drepturilor pentru moți. Aceștia își revendicau terenurile și pădurile pierdute în favoarea nobililor și a statului austriac pe vremea iobăgiei. Astfel, el a scris mai multe memorii în numele moților, adresate guvernului, iar unul dintre memorii a fost adresat chiar împăratului Franz Josef. Guvernul însă nu a răspuns, ci a trimis la fața locului comisii de investigație. Iancu a refuzat să se prezinte în fața acestora și a îndemnat și pe moți să facă la fel, ceea ce s-a și întâmplat. Comisiile erau o manevră a autorităților pentru a tărăgăna totul. În vara anului 1852 guvernatorul Transilvaniei l-a invitat pe Avram Iancu și pe Simion Balint la Sibiu, unde i-a rugat să accepte mijlocirea comisiilor, mai ales că în scurt timp urma să aibă loc vizita împăratului în Transilvania. Prefecții Avram Iancu, Simion Balint și Mihai Andreica l-au convins pe guvernator să ceară schimbarea traseului vizitei împăratului. Inițial, traseul urma să străbată pe la Dobra, spre Deva și Săcărâmb, apoi prin Brad, Hălmagiu și Abrud, Alba Iulia, Sibiu, iar la întoarcere să treacă prin zonele locuite de secui și să iasă pe la Cluj și Baia Mare. Prefecții au reușit să obțină modificarea traseului pe la Muntele Găina, Vidra de Sus și Câmpeni. În schimb, guvernatorul i-a cerut lui Iancu să medieze o înțelegere între moți și Fisc, ceea ce Iancu a refuzat categoric, pe motiv că pădurile au fost ale moților dintotdeauna. Situația era din nou în impas, dar toți au sperat că se va rezolva când Iancu va vorbi cu împăratul la trecerea sa prin Vidra de Sus. Avram Iancu s-a ocupat intens de pregătirile pentru întâmpinarea împăratului, iar la 19 iulie 1852 s-a primit înștiințarea oficială că împăratul și-a modificat ruta după cum i se solicitase.
La 21 iulie 1852 împăratul a sosit pe Muntele Găina, unde ar fi trebuit să fie întâmpinat de Avram Iancu. Acesta însă nu s-a prezentat și nimeni nu a putut să îl găsească. Mama lui Avram Iancu l-a întâmpinat călare, în fruntea unui banderiu de femei, iar la oprirea în fața casei lui Iancu, Alisandru l-a întâmpinat pe împărat. Toți se așteptau ca Avram Iancu să se afle la Câmpeni, dar acesta nu a apărut nici aici. Prietenii lui Iancu au spus că e bolnav, ca să îl scuze în fața guvernatorului, iar seara au încercat să îl convingă pe Avram să se întâlnească cu împăratul a doua zi, la Roșia Montană. Abia acum a declarat Iancu că nu are de gând să se întâlnească cu Franz Josef. Povestea cum că Iancu ar fi mers seara la împărat și că ar fi iscat scandal, fiind alungat de santinele, e falsă, și nu a existat în realitate. Fruntașii românilor considerară atunci că încă nu e totul pierdut și că Iancu ar putea să îl întâlnească pe împărat la Cluj, pentru a lămuri situația pădurilor moților, care era evident că nu se pot recâștiga pe cale legală. Astfel că Iancu acceptă să plece la Cluj în fruntea a 120 călăreți români. Ei îl întâmpină pe împărat între Someșeni și Apahida, iar de aici plecând la Cluj, trebuiau să ia parte la audiența programată. Iancu însă refuză din nou. Iancu nu a putut să îi accepte nici măcar împăratului Austriei tărăgănarea în recunoașterea faptelor și a drepturilor românilor, care luptaseră și muriseră în 1848-1849 și în folosul Austriei, din acest motiv el refuzând să stea de vorbă cu Franz Josef.
Întors la Câmpeni, primul lucru pe care l-a făcut Iancu a fost că s-a dus la casa erariului și a doborât cu bâta însemnele austriece de pe clădire, călcându-le în picioare. După două săptămâni, când a venit în zonă o comisie pentru a măsura pădurile și a le introduce în cadastru, Iancu i-a îndemnat pe Mihai Andreica și Dionisie Darabant, foști comandanți în 1848-1849, acum măsurători în slujba statului, să nu realizeze măsurătorile necesare pentru a sabota autoritățile imperiale. Ca urmare, la 17 august 1852 Avram Iancu și cei doi măsurători au fost arestați de armata imperială la Câmpeni. Iancu a fost trimis la Alba Iulia sub escortă militară. Aici a fost maltratat de un funcționar austriac mărunt, iar Iancu a protestat cu furie. De frica moților, care se zvonea că ar porni împotriva Albei Iulii, Iancu a fost mutat la Sibiu. Aici i s-a intentat în grabă un proces, pentru a fi achitat cât mai rapid și eliberat, pentru că arestarea lui Iancu produsese o impresie nefavorabilă printre români.
Prin intermediul colonelului Heydte i s-a oferit lui Iancu o slujbă la Viena, cu salar de 2.400 florini pe an sau una la Sibiu, cu 1.800 florini pe an, dar el le-a refuzat pe amândouă. Avram Iancu a refuzat și despăgubirile oferite de guvernul austriac pentru perioada cât a fost ținut de acesta în închisoare.

## Viața personală
Una dintre presupusele iubite ale lui Avram Iancu ar fi fost Johanna Farkas, cunoscută ca Háni, o tânără maghiară din Abrud. Tatăl Johannei Farkas locuia în Abrud, unde activa fie ca preot, fie ca avocat. Se numea Tamás Farkas și era protestant de confesiune unitariană. Mama Johannei era de religie romano-catolică. Potrivit datinii, Háni a fost botezată în confesiunea mamei. Tânăra se născuse în 1834 și era cu zece ani mai tânără decât Iancu. O mărturie orală consemnată de Ioan Lupaș menționează că Háni l-a salvat pe iubitul ei în cea mai periculoasă clipă din viața acestuia, în luna mai a anului 1848, când maiorul Imre Hatvani intra pe neașteptate în Abrud pentru a-l surprinde pe Iancu, care se afla în casa avocatului Tamás Farkas, tatăl Johannei. Aflând că trupele revoluționare unguresti se apropie de oraș, Háni l-a înștiințat pe Iancu, l-a rugat să plece numaidecât pentru a-și salva viața și l-a condus prin grădina din spatele casei. Astfel Iancu a părăsit Abrudul în ultima clipă și s-a îndreptat spre Câmpeni, unde a organizat contraofensiva împotriva lui Hatvani. Nu există totuși dovezi indubitabile despre această "iubită" a lui Avram Iancu. În memoriile sale, fostul prefect Vasile Macarie Moldovan, care după desființarea legiunii sale (a III-a de Câmpie) a luptat în rândurile Legiunii Auraria Gemina, fiind martor ocular la evenimentele descrise mai sus, spune că o servitoare l-a anunțat pe Iancu de intrarea ungurilor în Abrud. În acel moment, Iancu se afla împreună cu Vasile Macarie Moldovan și alți români în biserica reformată, unde duceau tratative cu ungurii din oraș, care cereau insistent ca românii să depună armele. Alte presupuse iubite ale lui Avram Iancu ar fi fost Epifania Șuluțiu din Abrud, apoi soția medicului Kalcher din Abrud, dar toate sunt doar zvonuri și nu există nici o dovadă asupra lor, după cum nu există nici asupra Johannei Farkas.

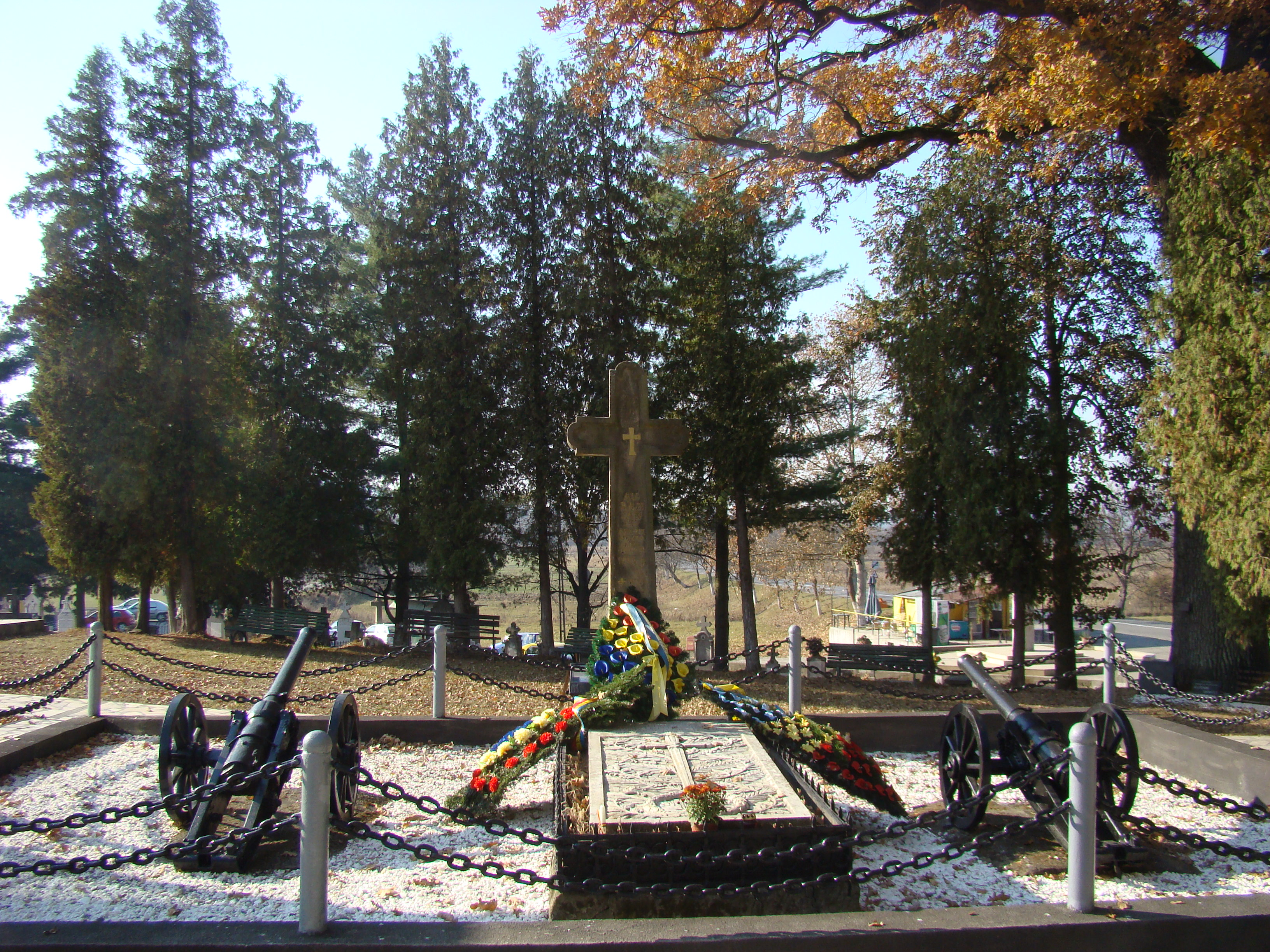
Mormântul lui Avram Iancu de la Țebea

## Sfârșitul vieții
În ultimele două decenii ale vieții sale a suferit de o boală psihică. Starea sănătății sale psihice a început să se deterioreze la sfârșitul anului 1852. A rămas în memoria colectivă ca umblând din sat în sat înnebunit, după unele păreri puțin verificate și din surse nesemnate. Conform unor alte păreri, de data aceasta de specialitate, a medicului Ovidiu Vuia, specialist în neuropsihiatrie în Germania, Avram Iancu nu a fost nebun: "...În ce privește tulburările zise psihice, după majoritatea absolută a medicilor, și noi nu facem decât a le întări diagnosticul, nu numai datorită debutului la 28 ani și duratei lungi de două decenii, dar întreg tabloul clinic și evoluția sa, înlătură indiscutabil, eventualitatea unei infecții a sângelui cu manifestarea unui sifilis nervos. Rămâne ipoteza unei psihoze declanșate de o traumă, sau cum e cazul, de nenumărate traume psihice, nu rar observată în practica neuropsihiatrică. Personal cred că nici această boală nu intră în discuție, în primul rând fiindcă tulburările psihice ale lui Iancu nu pot fi încadrate în tabloul unei psihoze anumite. E drept că prezentase unele idei de persecuție, după unii adevărată manie, a fost trist și melancolic, adesea după ce-și termina cântecele de jale la fluier, plângea, dar respectivele simptome nu sunt suficiente pentru a diagnostica o psihoză de tip maniaco-depresiv, schizofrenic sau paranoic. ... Ajung la concluzia că Avram Iancu nu a fost nebun propriu-zis din punct de vedere neuropsihiatric. ... În consecință, fără să mă îndepărtez de principiile științifice ale medicinii, după care trebuie văzută boala lui Avram Iancu, eu împărtășesc părerea că (...) Craiul Moților n-a suferit de nici o psihoză, prin urmare pe limbaj laic, nu a fost nebun. ... sunt de părere că ar fi cazul, în legătură cu suferințele sale, să evităm termeni ca "dezechilibru psihic" sau "boală incurabilă", când manifestările psihice ale lui Iancu sunt de natură reactivă, țin mai mult de alterări provocate de împrejurări externe, care însă, nu depășesc domeniul normalului, nu intră în sfera patologicului" .
Astăzi, Avram Iancu este considerat cel mai mare erou național al românilor din Transilvania, iar memoria lui cinstită în mod deosebit de români și îndeosebi de moți, între care trăiesc și azi urmașii foștilor lăncieri ai lui Iancu, de la 1848.
În dimineața zilei de 10 septembrie 1872, Avram Iancu a fost găsit mort, cu privirea încremenită spre cer, pe prispa brutăriei (azi muzeu) lui Ioan Stupină, zis Lieber, din Baia de Criș. A fost îngropat cu funeralii naționale la 13 septembrie în Panteonul Moților de la Țebea, jud. Hunedoara, lângă "Gorunul lui Horea". La slujba de înmormântare au slujit 36 preoți, în frunte cu protopopii Mihălțanu (ortodox) din Brad și Balint (unit) din Roșia Montană. În fruntea convoiului funerar pășeau foștii comandanți militari ai românilor, care se mai aflau în viață: Simion Balint, Axente Sever, Mihai Andreica, Nicolae Corcheș și Clemente Aiudeanu. Pentru a anunța moartea sa, clopotele au tras în munți timp de trei zile și trei nopți. Comitetul de înmormântare l-a declarat "erou al națiunii".
Înmormântarea a avut loc sub Gorunul lui Horea din curtea bisericii ortodoxe din Țebea, după dorința lui Avram Iancu. Peste 4.000 de persoane, după alte surse 10.000, au participat la înmormântare. Moții au sosit călări din Vidra de Sus încă din data de 11 septembrie, pentru a-l priveghia.
Ceremonialul funebru a început la ora 14, în 13 septembrie, în Baia de Criș, apoi convoiul, care se întindea pe mai mult de 2 kilometri, a pornit spre Țebea. Pe tot parcursul s-a cântat "Marșul lui Iancu" și "Deșteaptă-te, române!". Când primii oameni intrau în Țebea, ultimii din coloană abia porneau din Baia de Criș. În fruntea convoiului mergea un tânăr cu un drapel în culorile românești roșu-galben-albastru, drapate în negru. În momentul în care sicriul a fost coborât în groapă, s-au tras salve de pușcă, în semn de onoruri militare.
Crucea de piatră a fost donată de preotul român Ioan Tisu, iar pe ea a fost inscripționat simplu: "AVRAM IANCU, ADV(OCAT), PREF(ECTUL) LEG(IUNILOR) ROM(ÂNE) în anul 1849-9. +1872".
Necrologul lui Avram Iancu din "Telegraful român" spune:"viața lui în totalitatea ei va rămâne o oglindă sinceră a vieții noastre naționale".

## Decorații
- Ordinul Leopold clasa a III-a, conferit de Franz Joseph, decorație pe care a refuzat-o;[129]
- Ordinul „Sfânta Ana”, clasa a II-a, conferit de Nicolae I al Rusiei prin generalul rus Alexander Nicolaevici Lüders, decorație pe care a acceptat-o.[129]

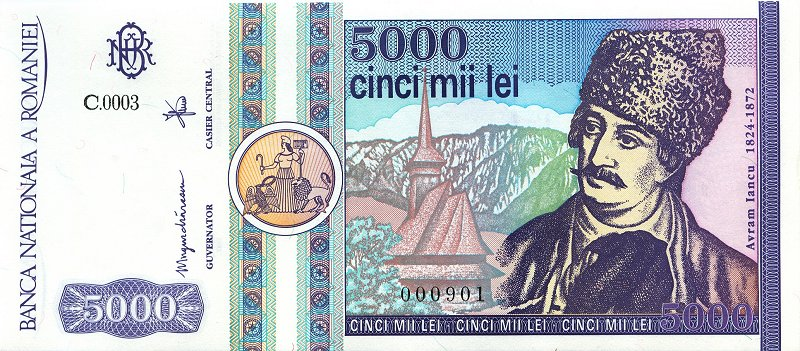
Portretul lui Avram Iancu pe o bancnotă emisă în 1992, cu valoare nominală de 5000 de lei (ROL), avers

## Notafilie
- În 1992, Banca Națională a României a emis o bancnotă cu valoare nominală de 5.000 de lei (ROL), pe aversul căreia a fost reprezentat portretul lui Avram Iancu.
- În 1993, Banca Națională a României a emis o bancnotă cu valoare nominală de 5.000 de lei (ROL), pe aversul căreia a fost reprezentat portretul lui Avram Iancu, cu unele reprezentări grafice modificate față de emisiunea din 1992.

## Imagini

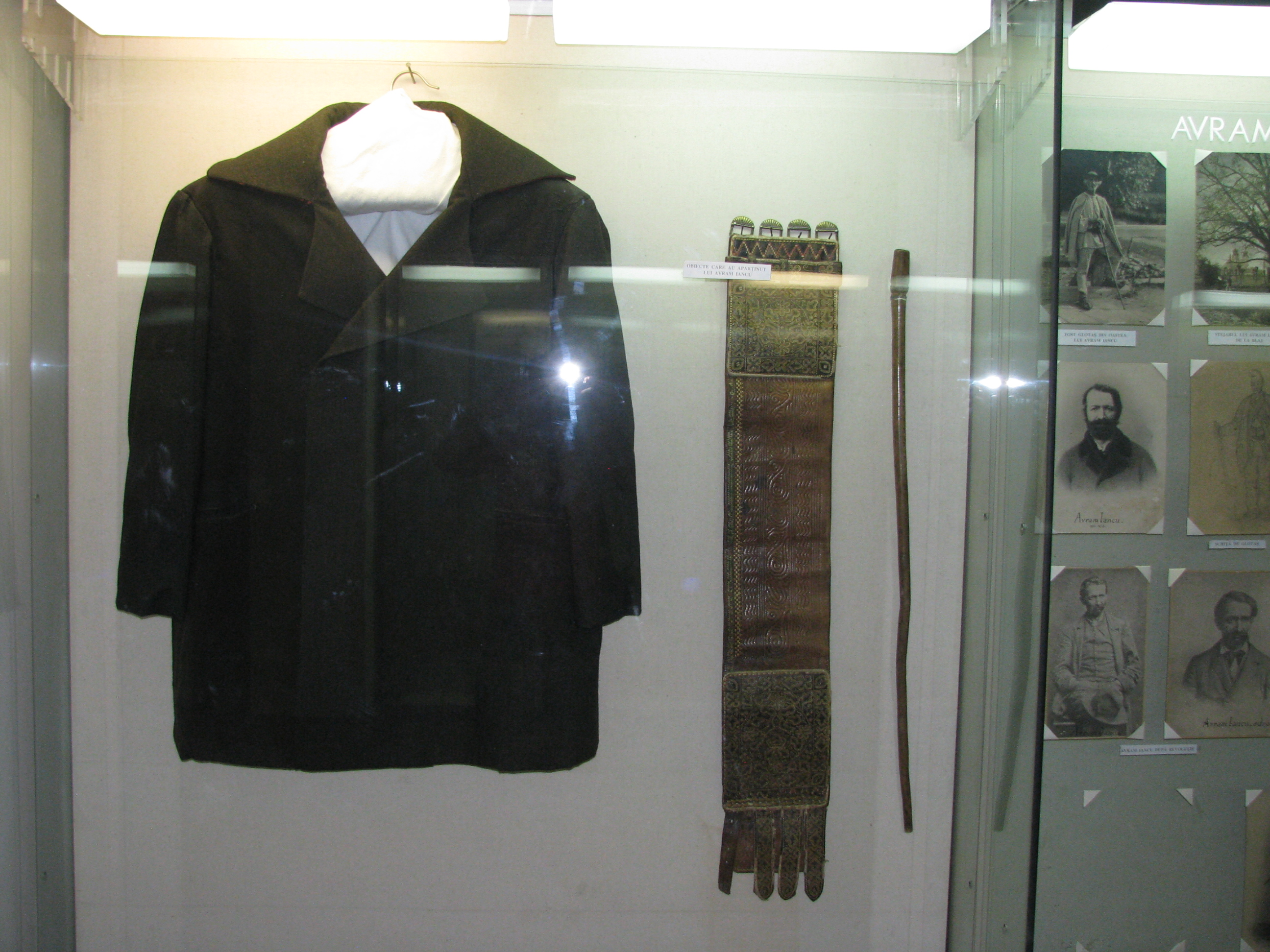
Articole de vestimentație ale lui Avram Iancu (Muzeul Național al Unirii Alba Iulia)
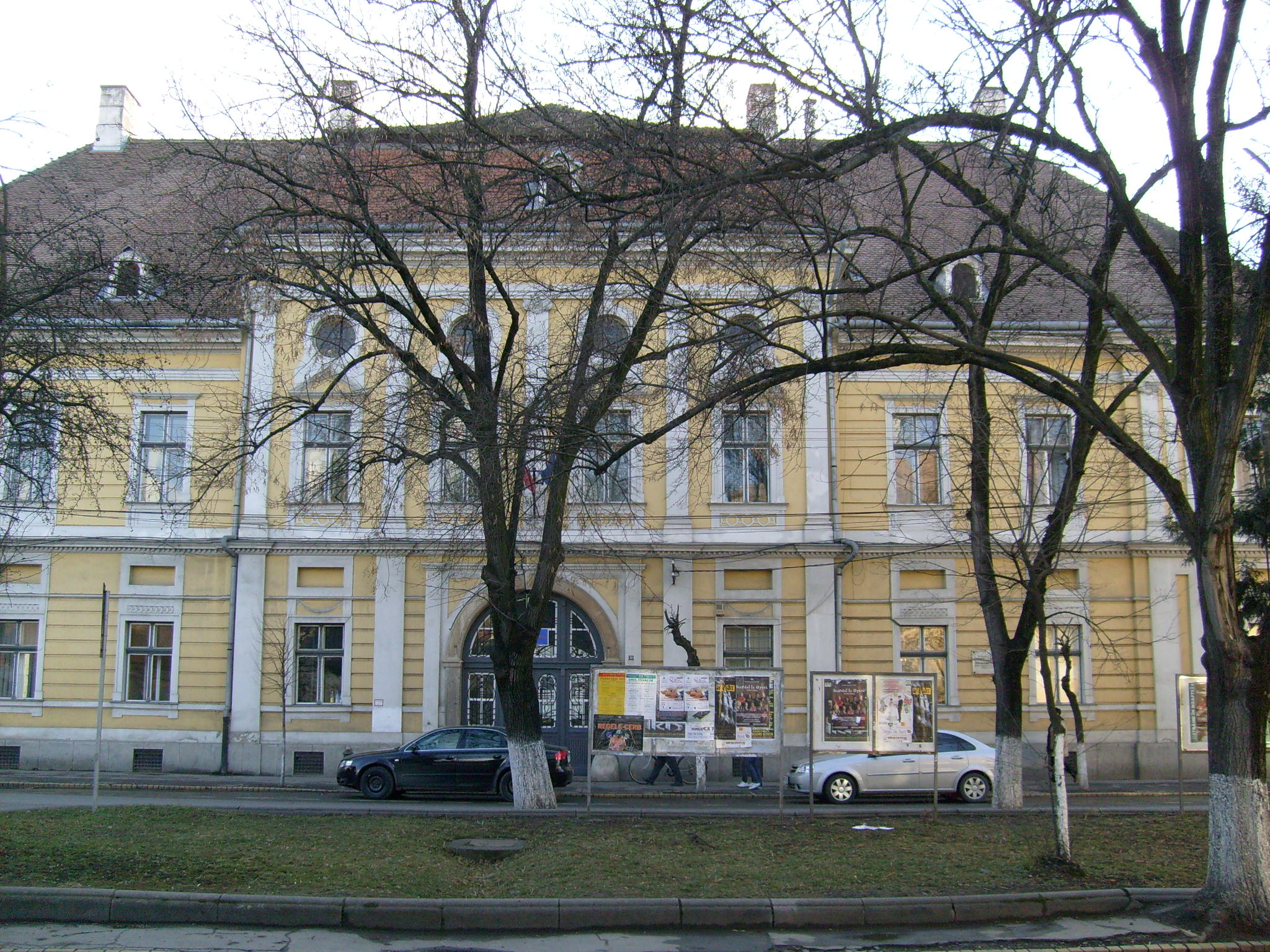
Tabula Regia din Târgu Mureș
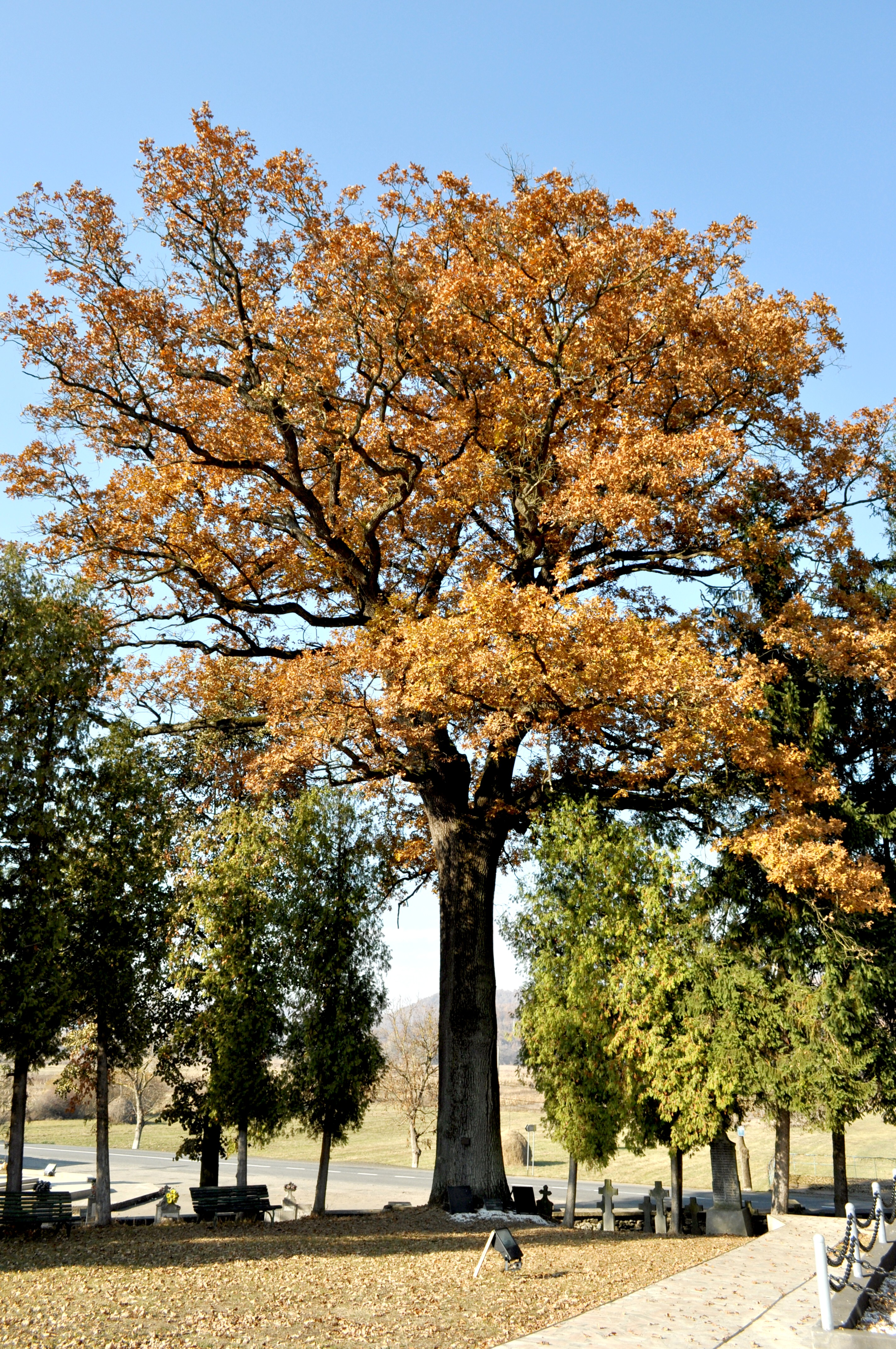
Gorunul lui Avram Iancu de la Țebea
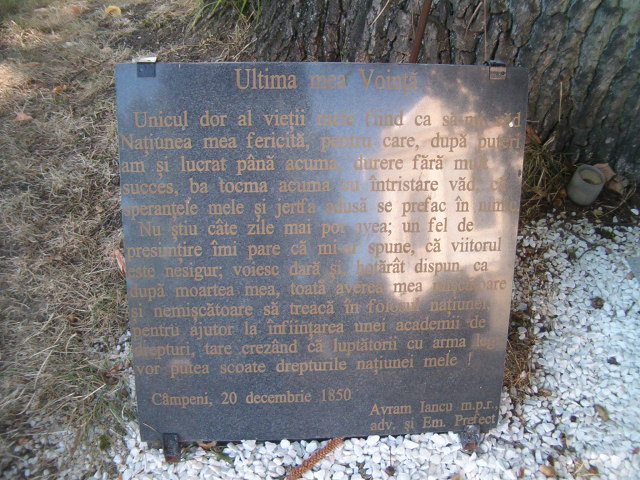
Placă comemorativă
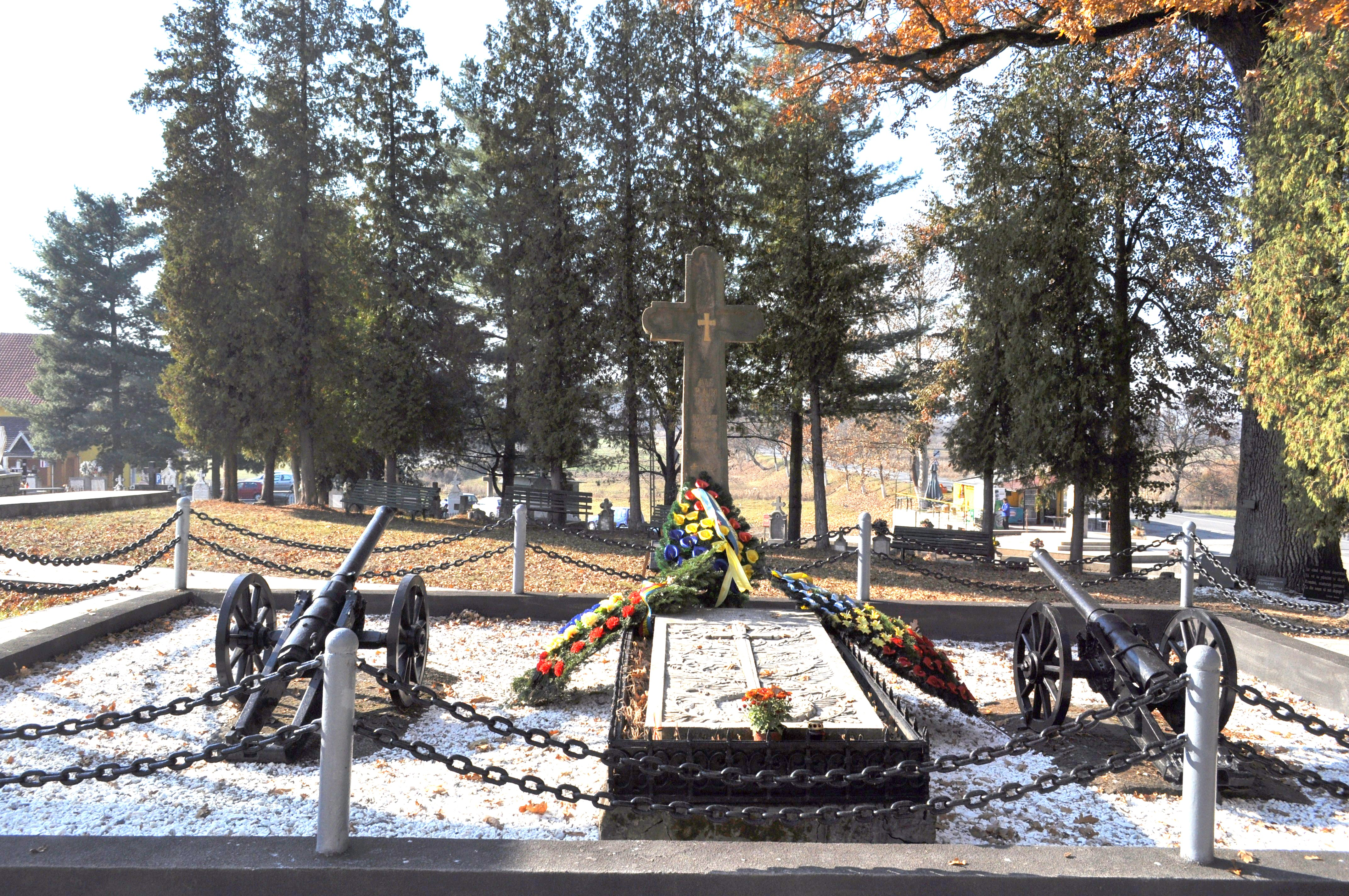
Mormântul lui Avram Iancu la Țebea
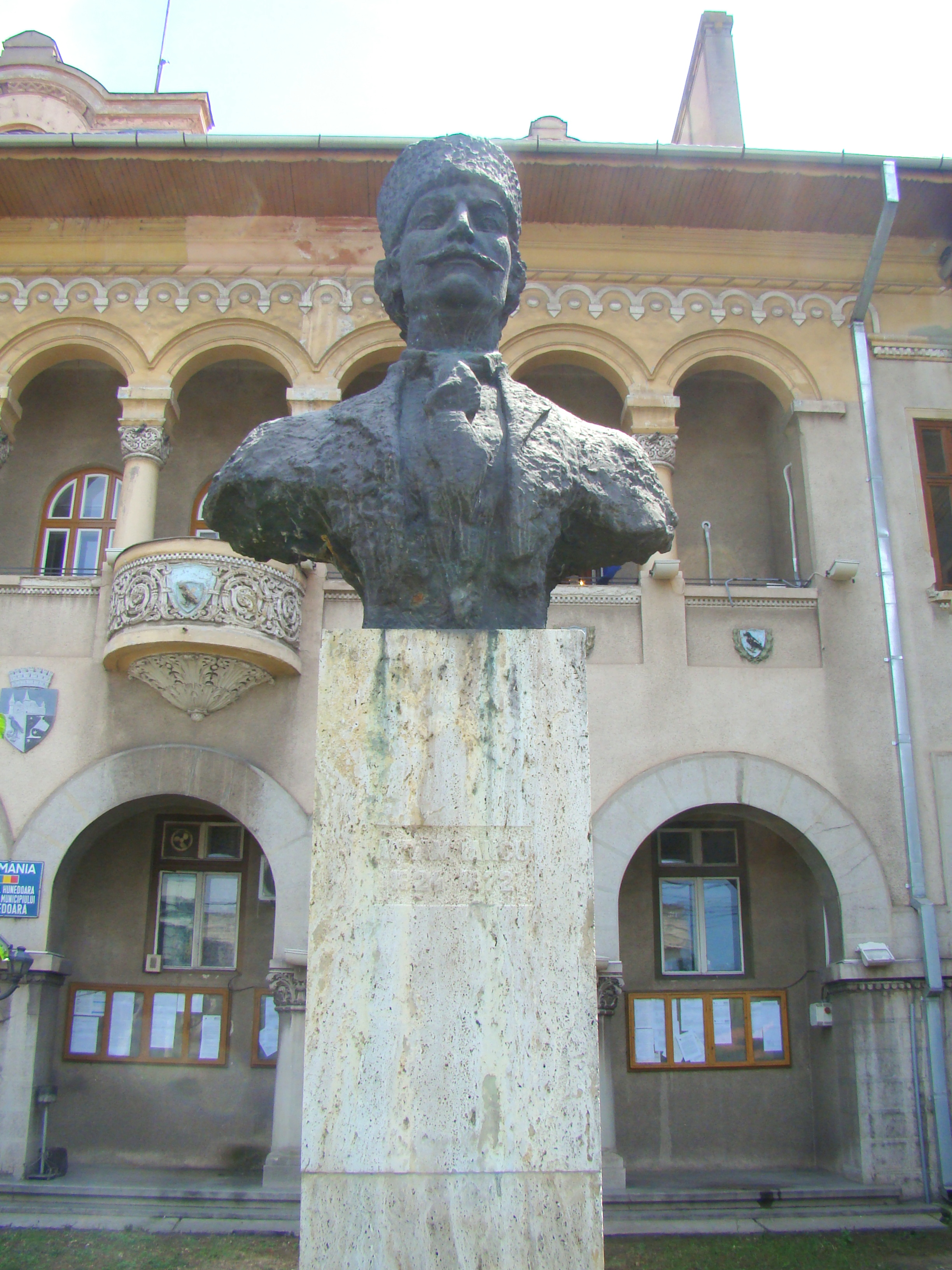
Bustul lui Avram Iancu din Hunedoara
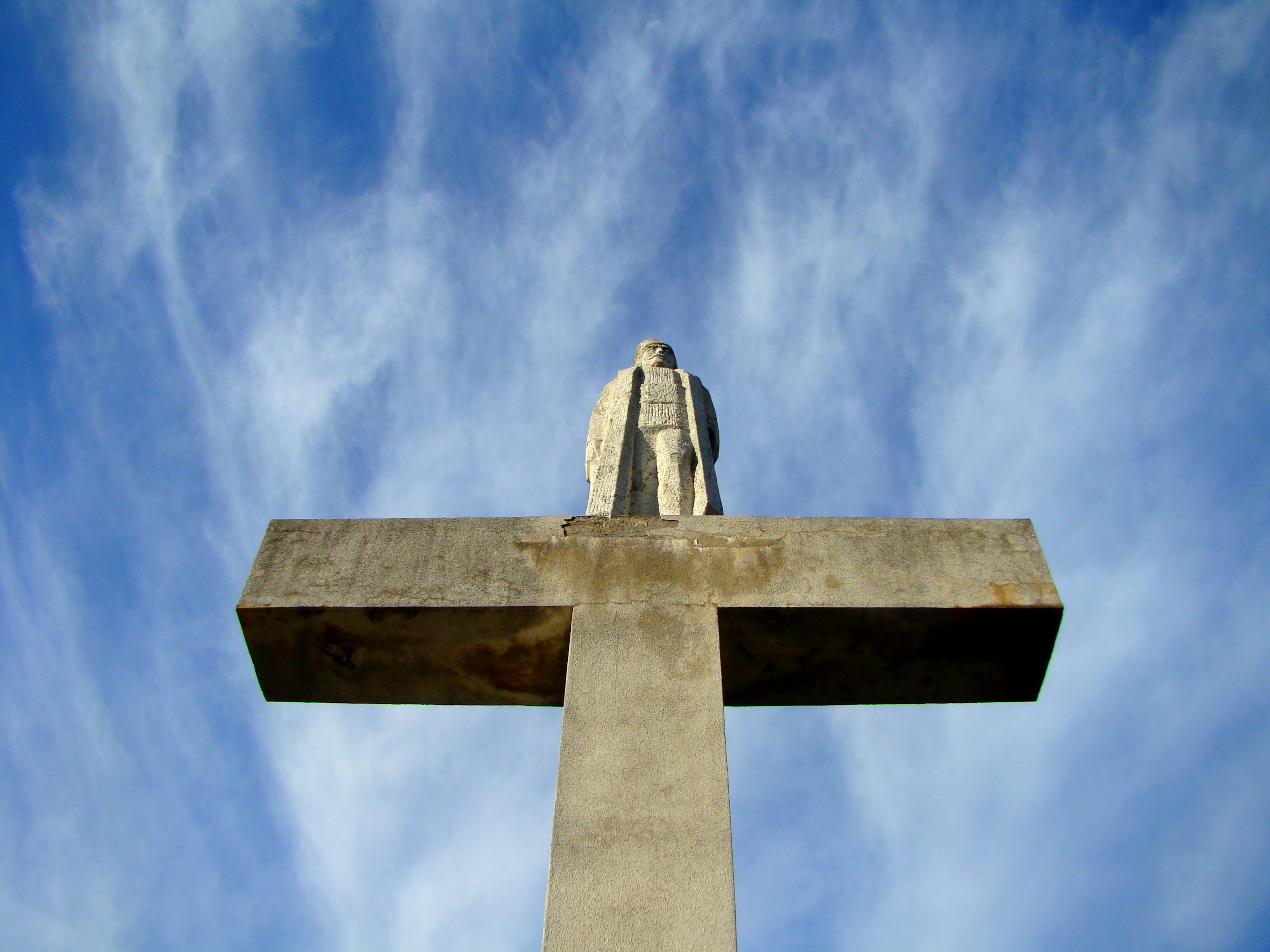
Crucea lui Avram Iancu din Blaj
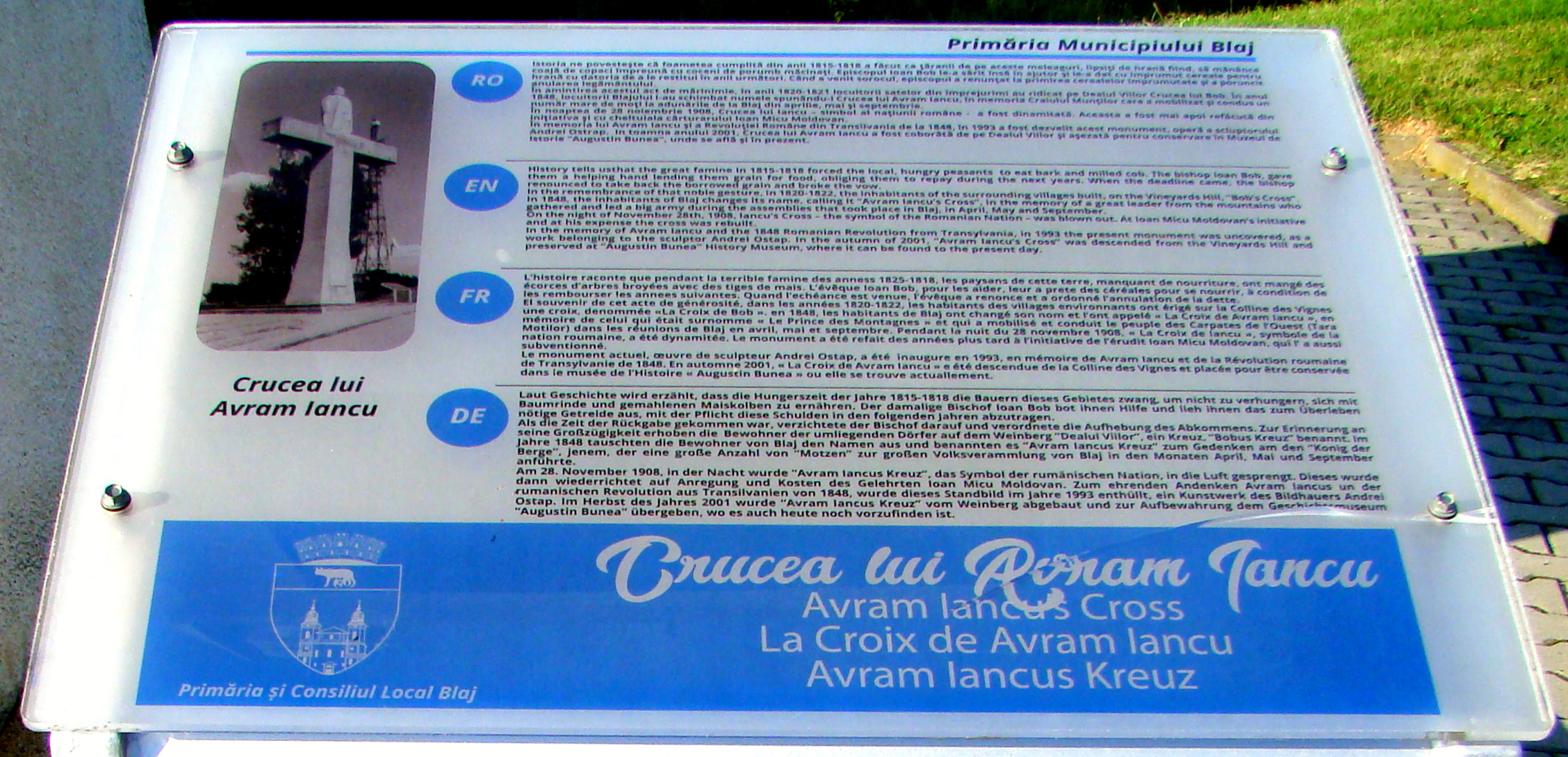
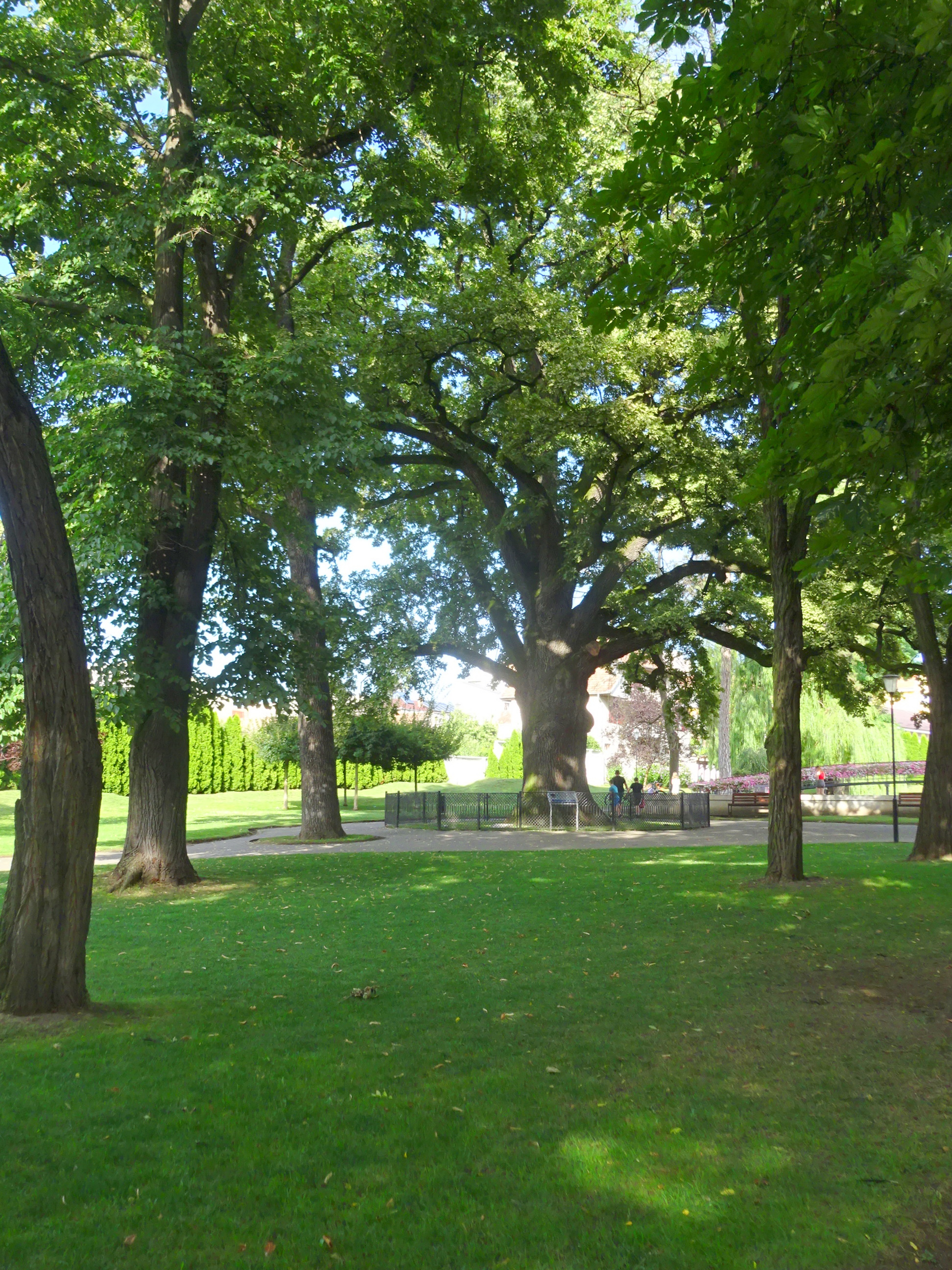
Stejarul lui Avram Iancu din Blaj
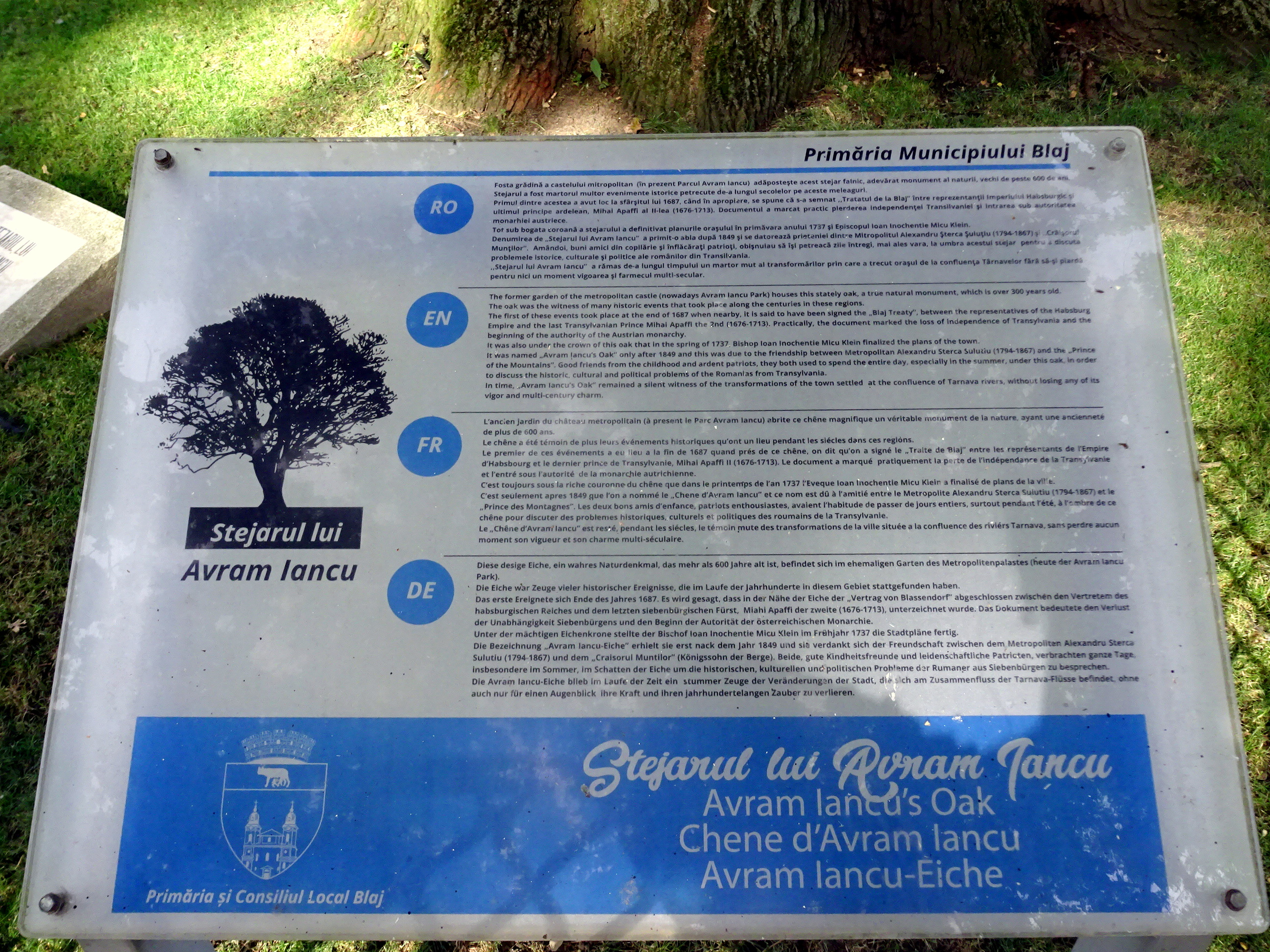
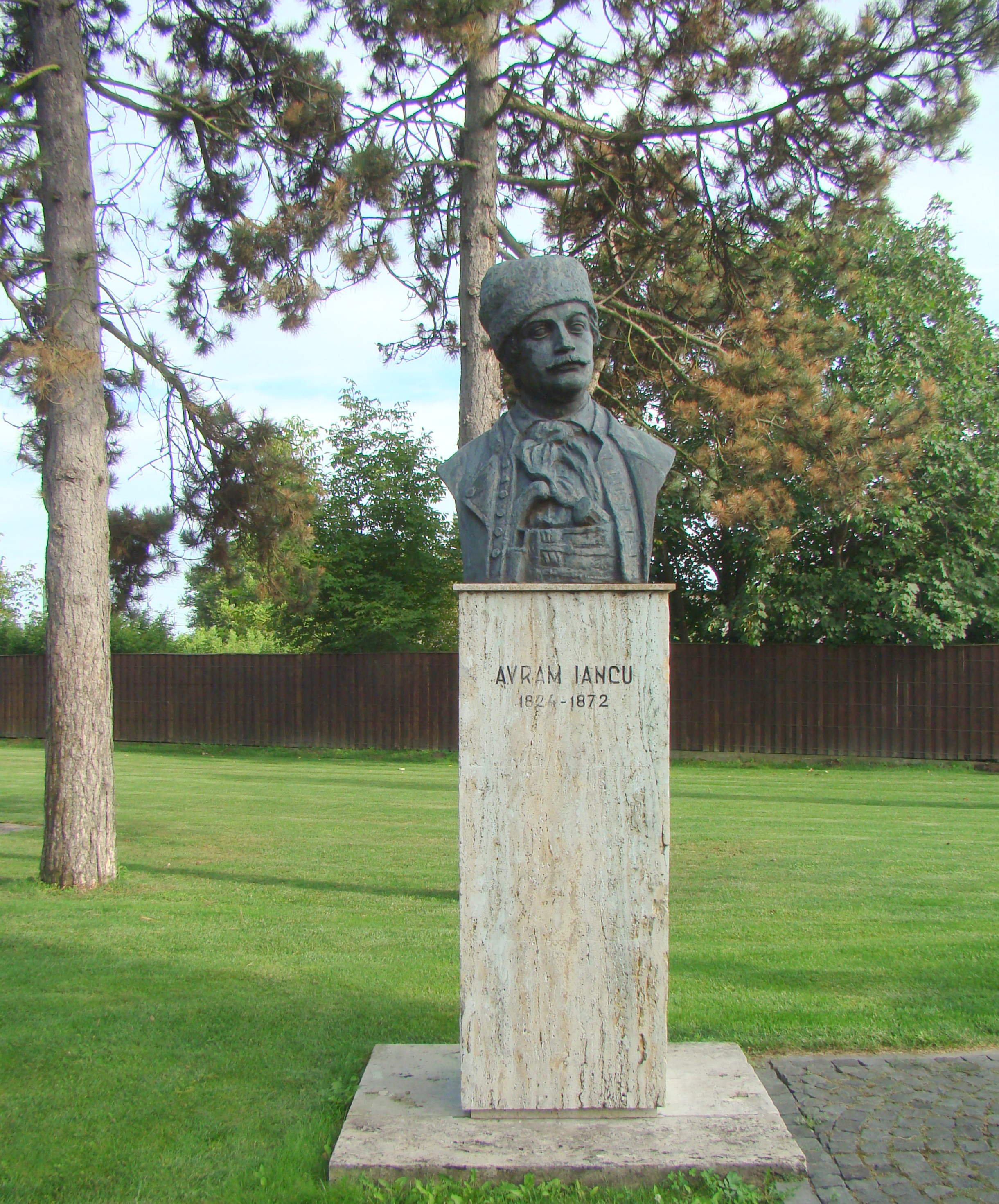
Bustul lui Avram Iancu de pe Câmpia Libertății (monument istoric)
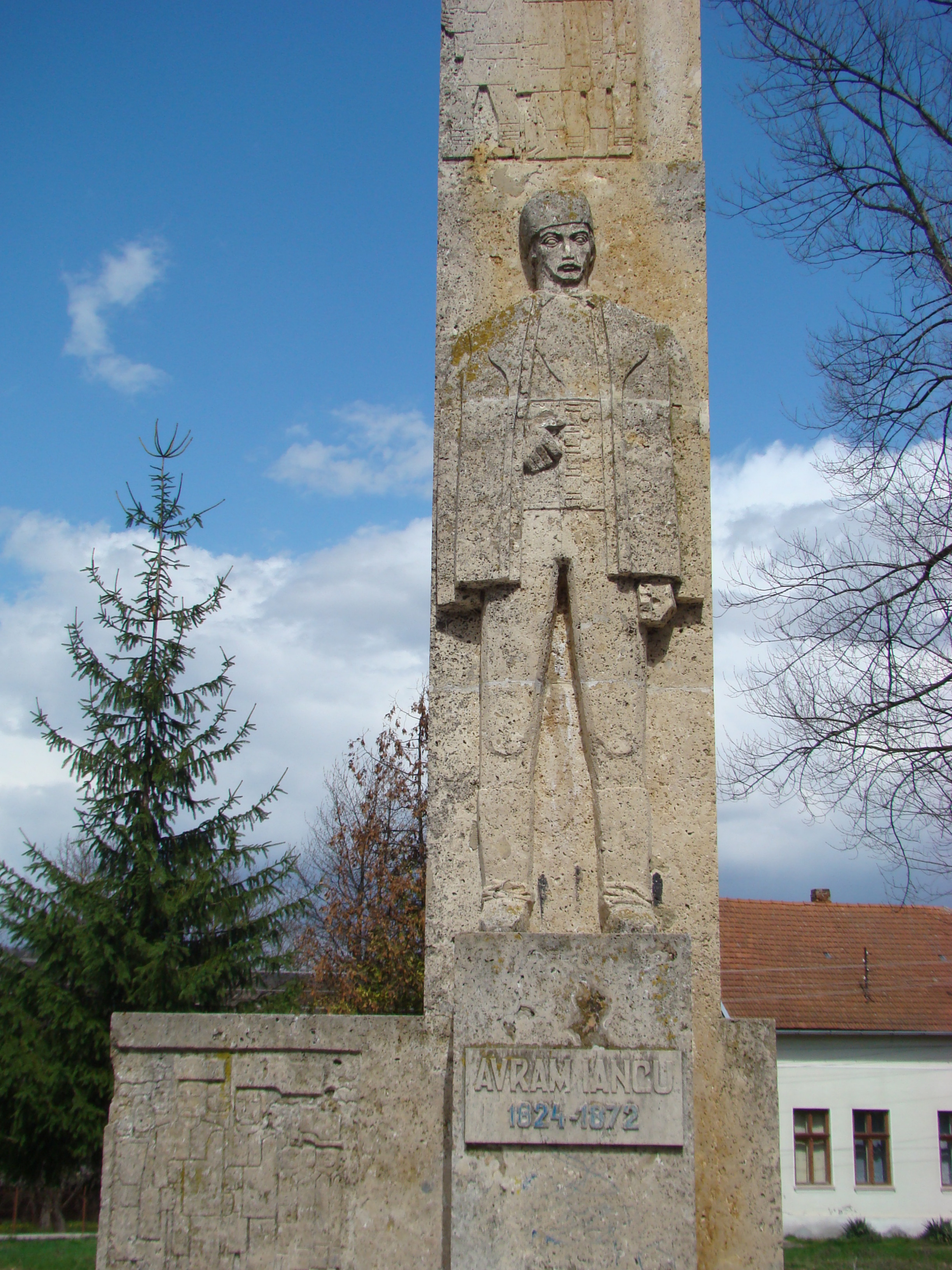
Obeliscul din Baia de Criș
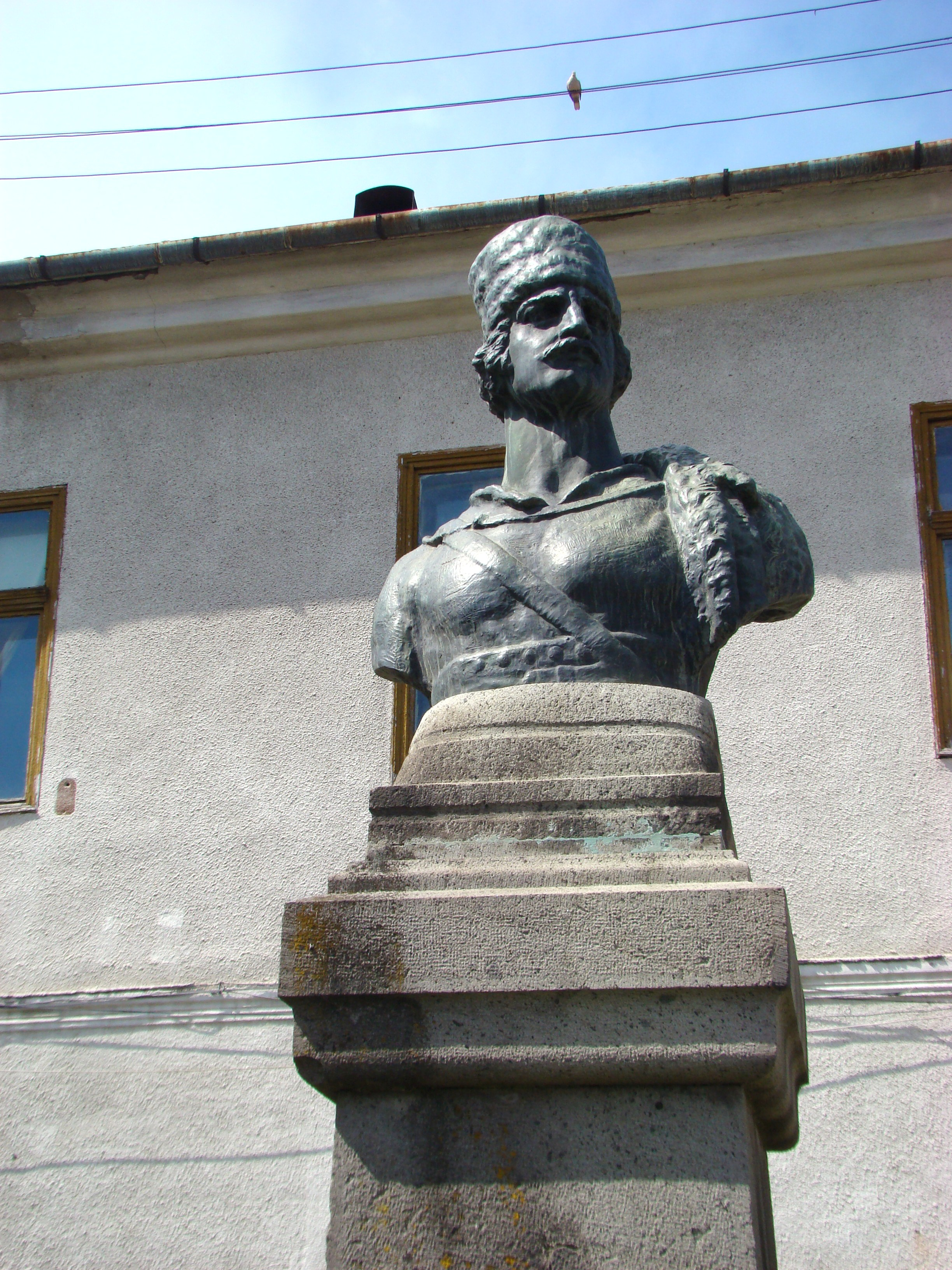
Bustul lui Avram Iancu din Baia de Criș în fața fostei clădiri a Prefecturii Comitatului Țării Zarandului (monument istoric)
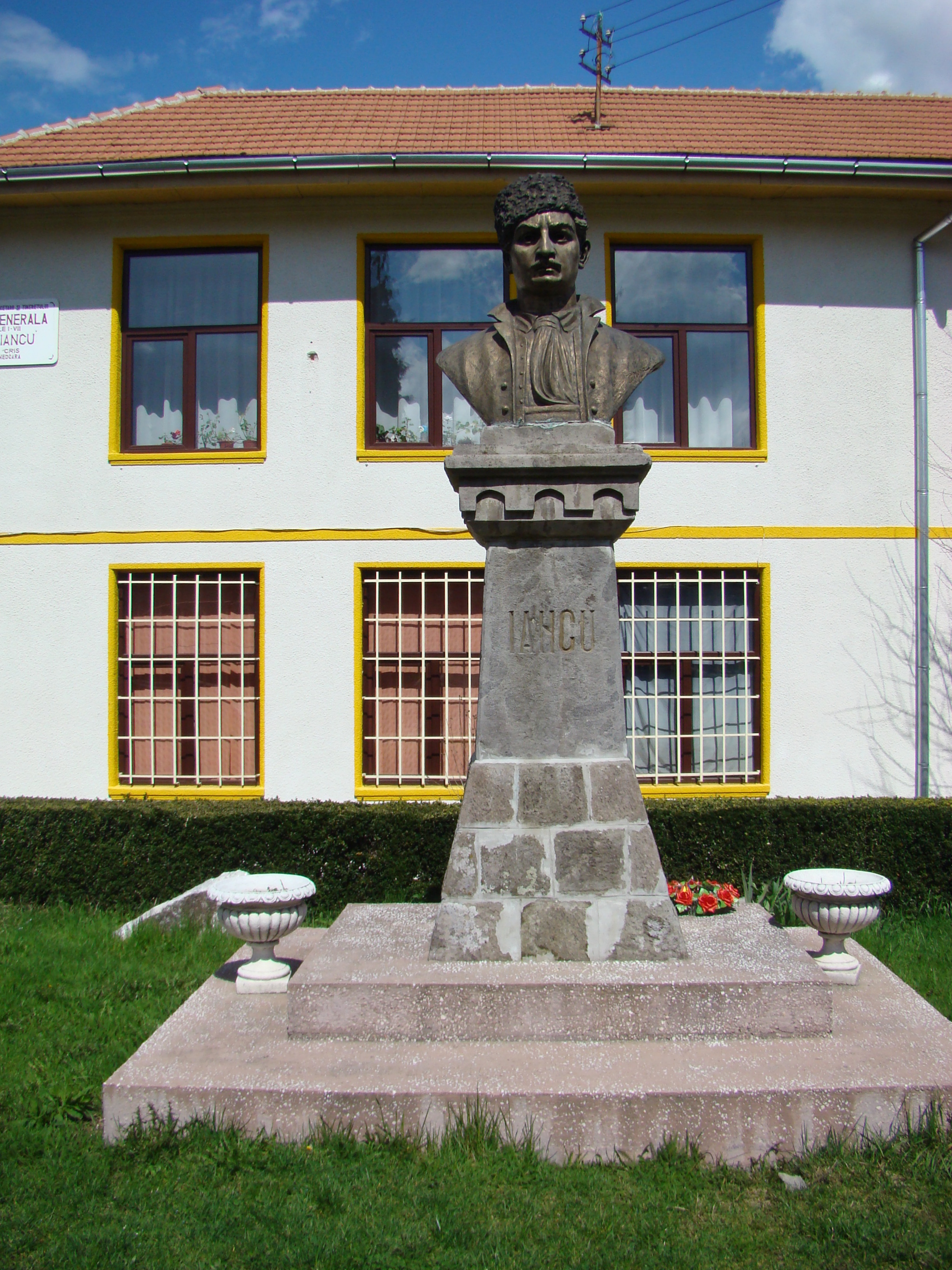
Bustul lui Avram Iancu din Baia de Criș din curtea școlii care îi poartă numele (monument istoric)
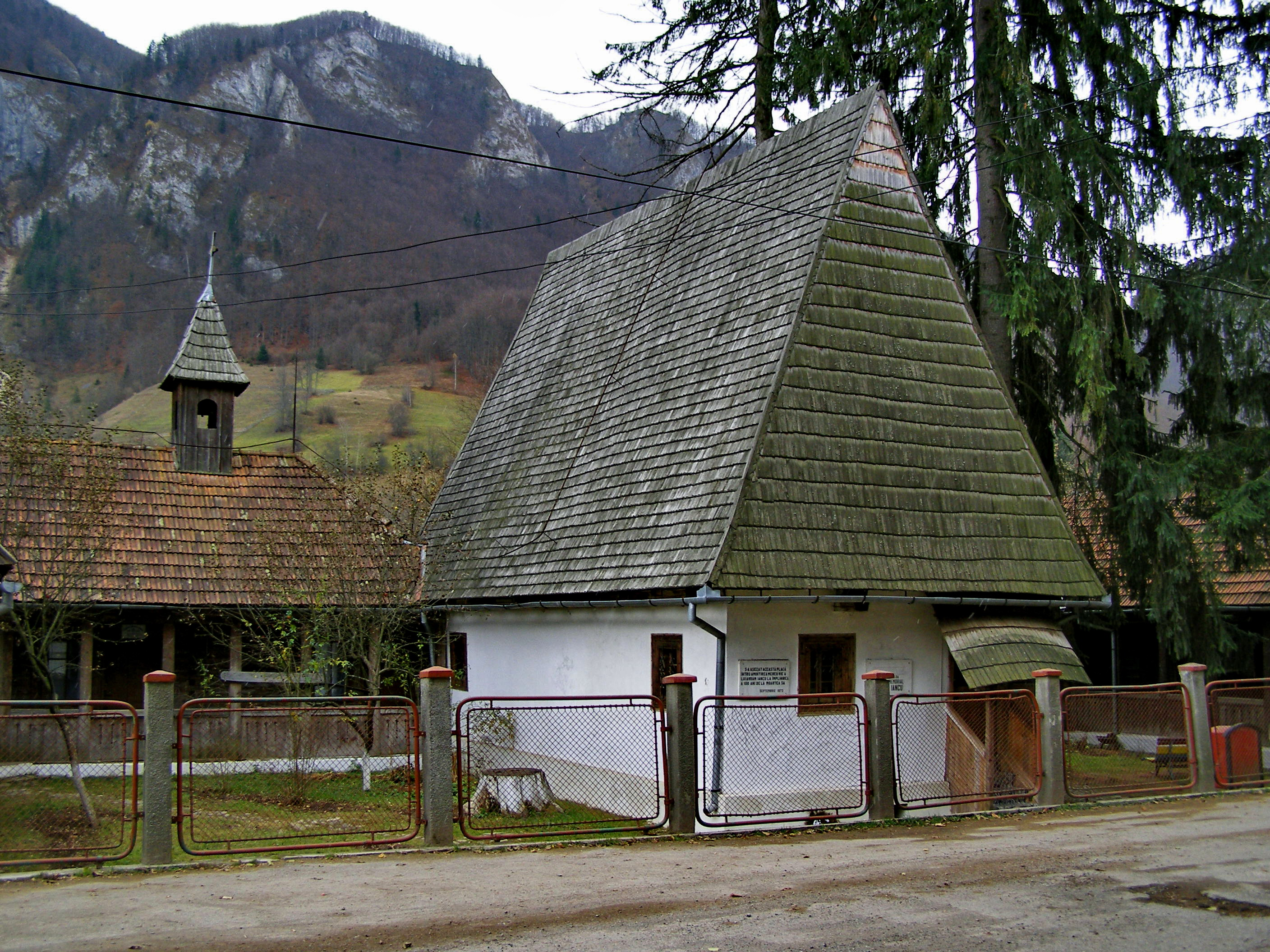
Casa memorială „Avram Iancu” din Incești (monument istoric)
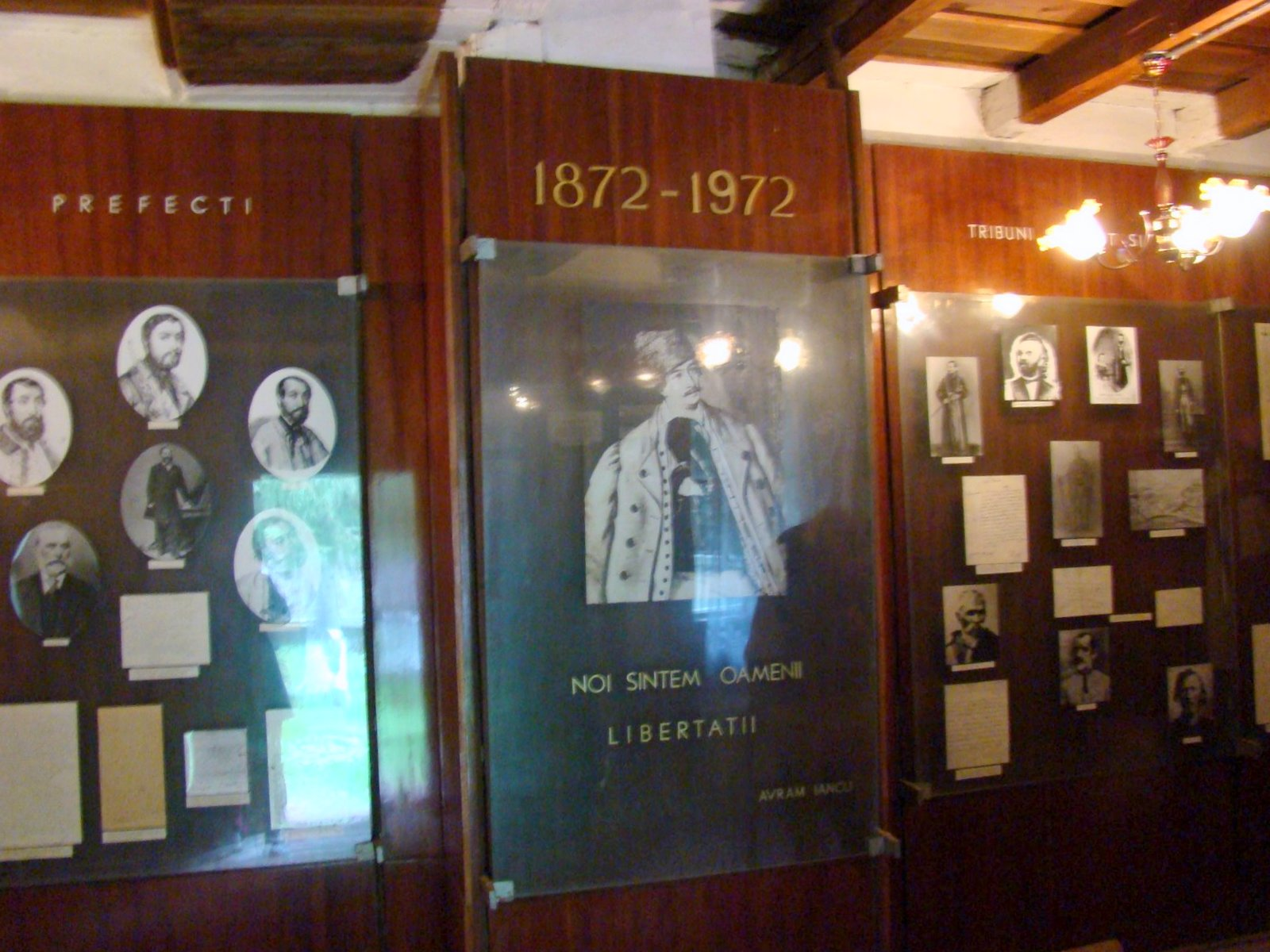
Casa memorială „Avram Iancu” din Incești (monument istoric)
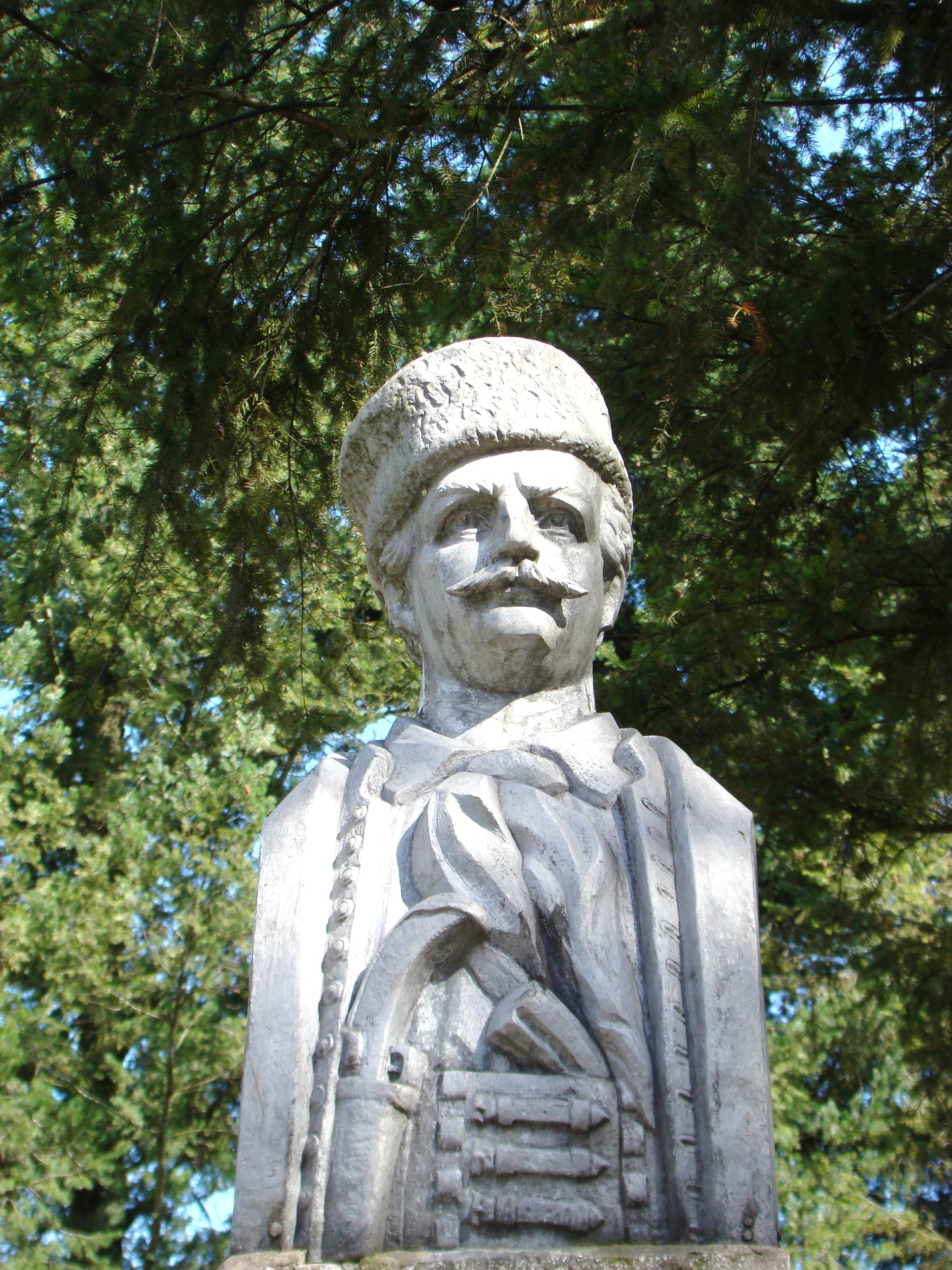
Monumentul lui Avram Iancu din Hălmagiu (monument istoric)
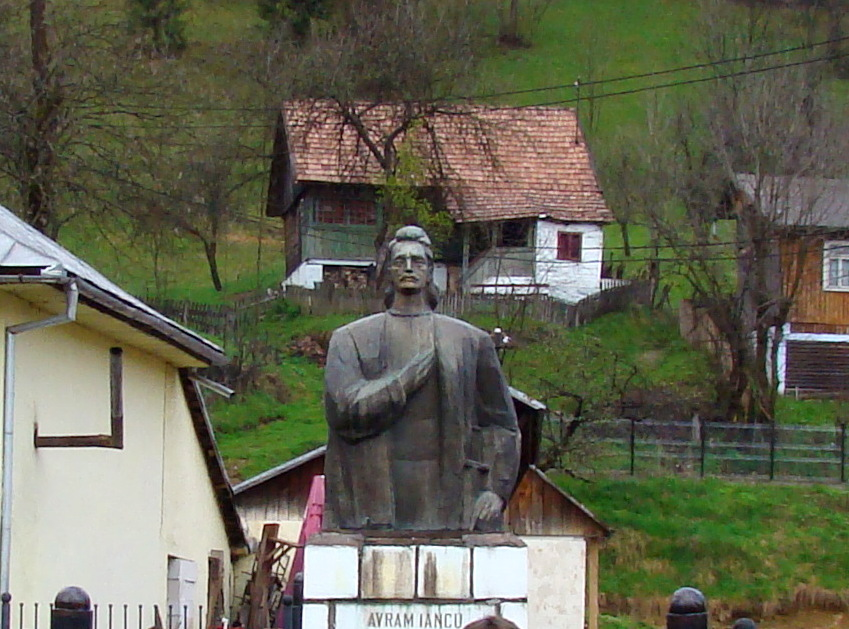
Bustul lui Avram Iancu din satul Avram Iancu (monument istoric)
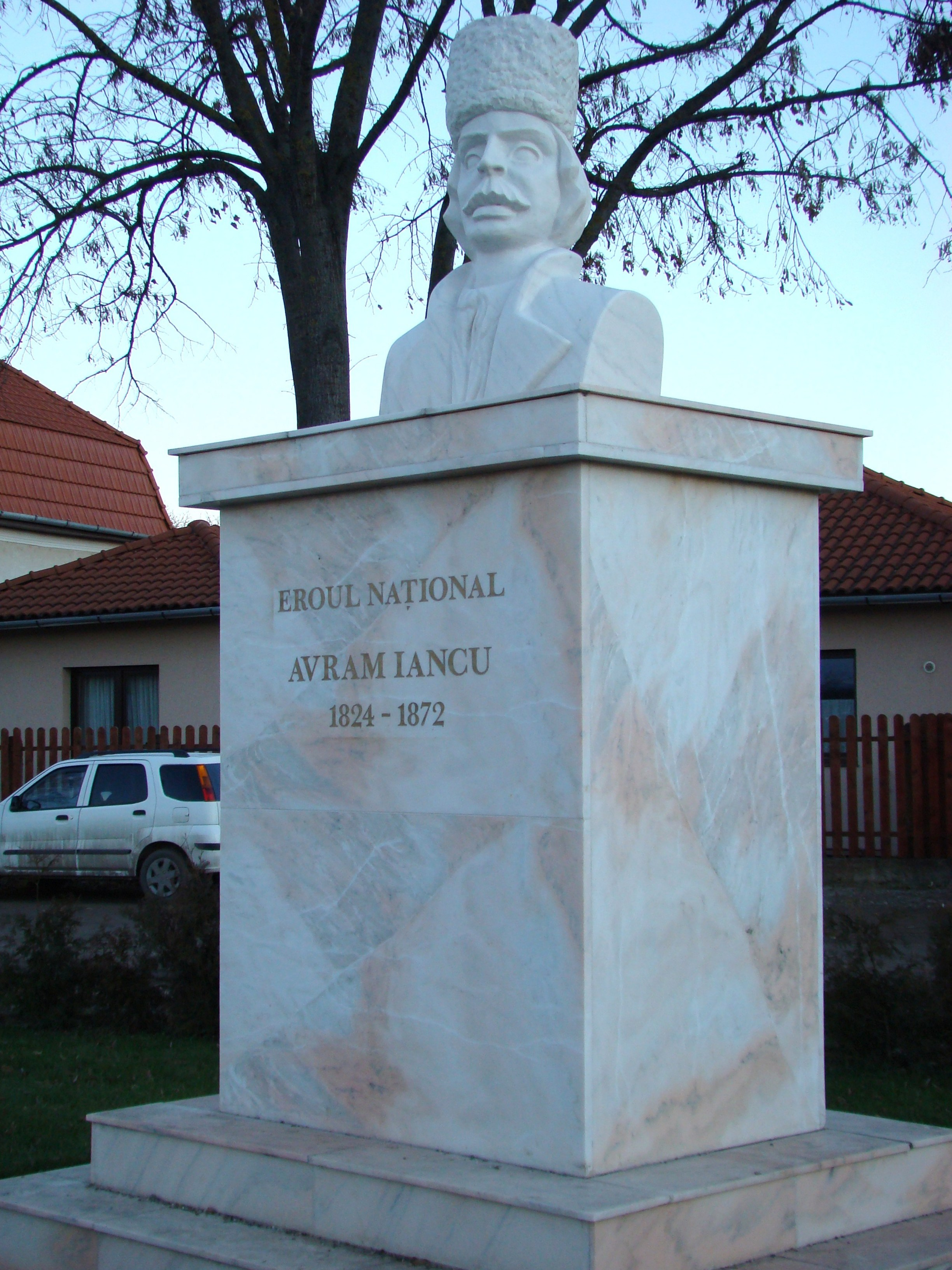
Bustul lui Avram Iancu din Mihai Viteazu
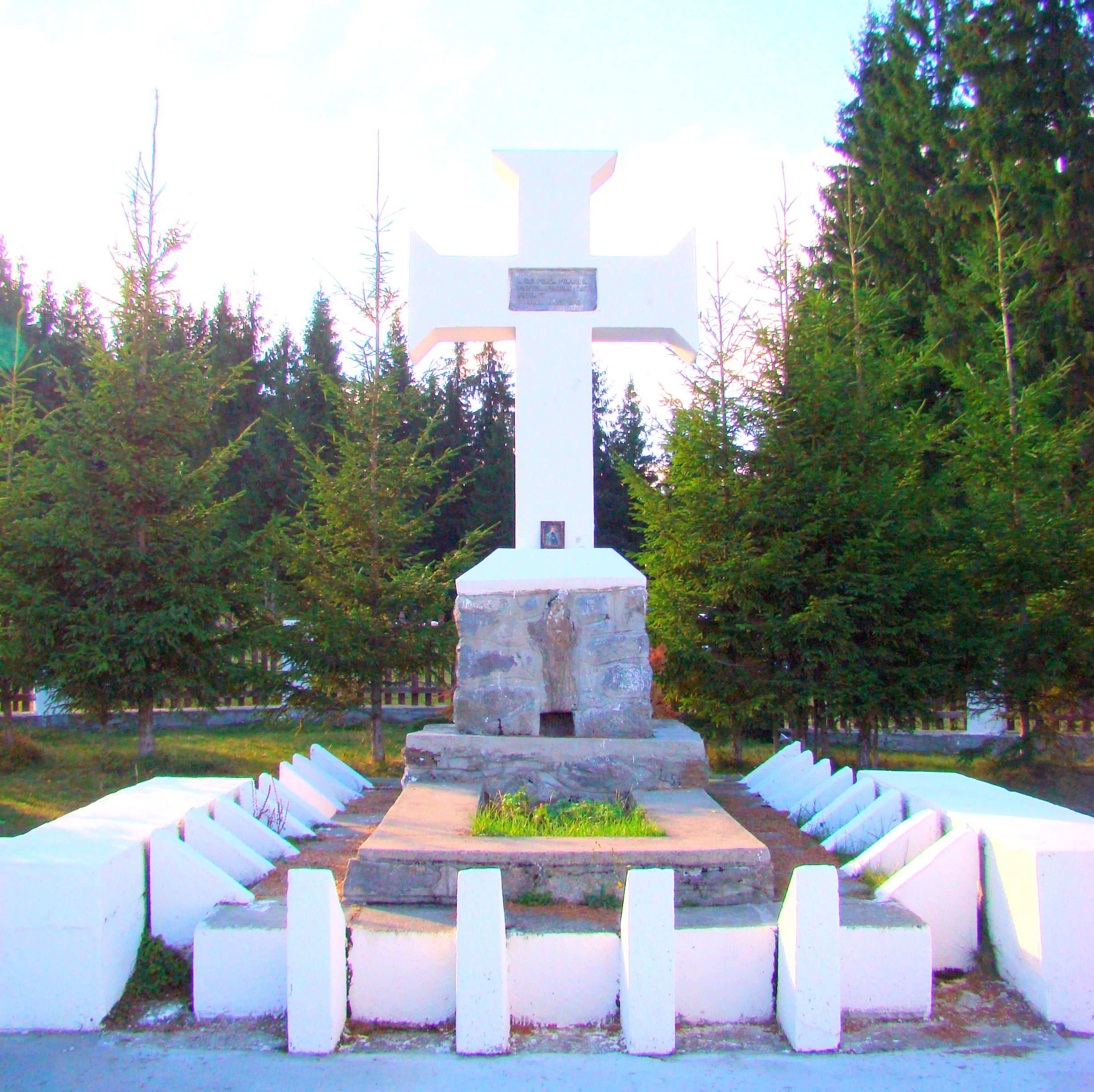
Crucea lui Avram Iancu din Mărișel (monument istoric)
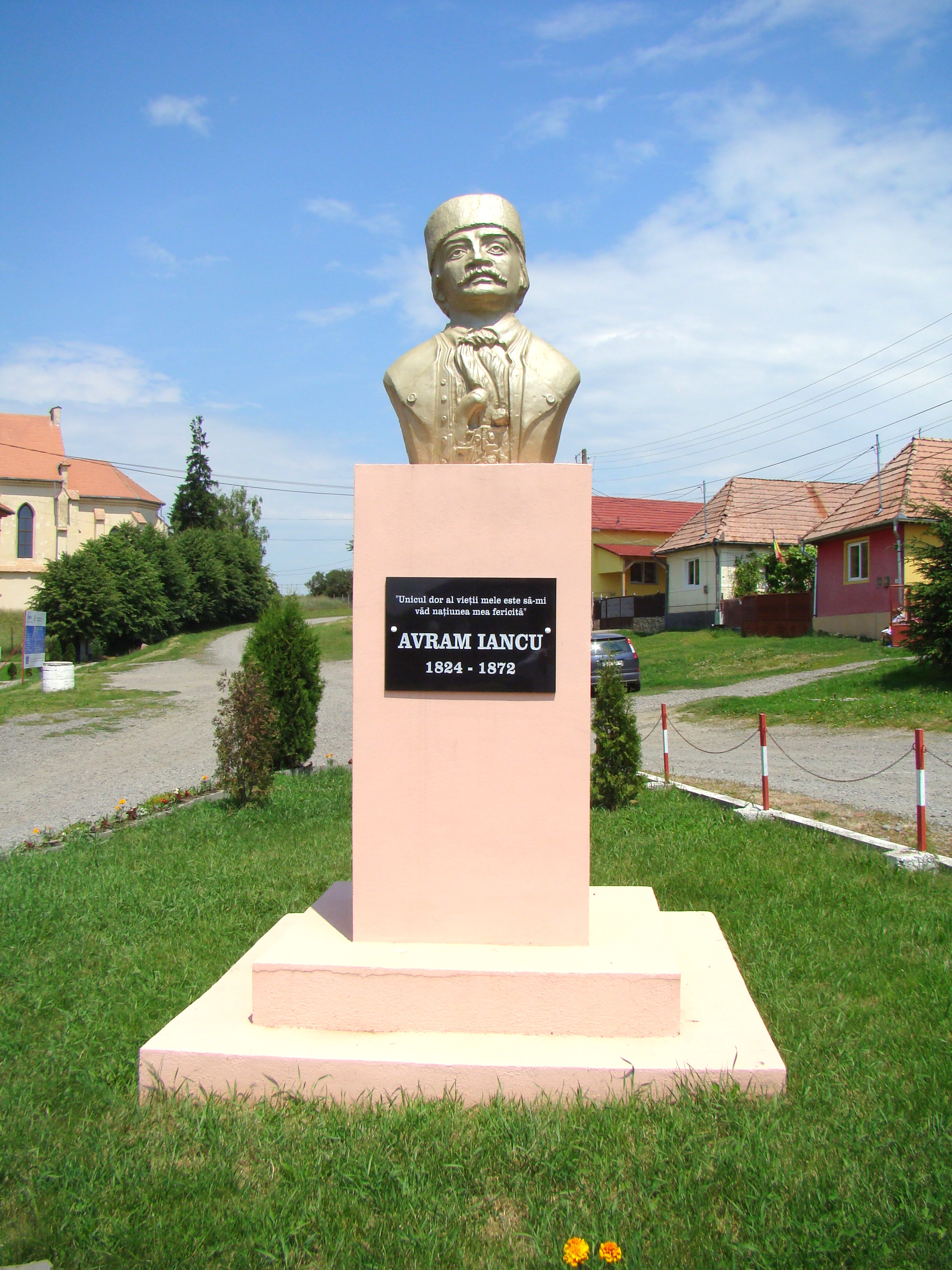
Bustul lui Avram Iancu din Dedrad
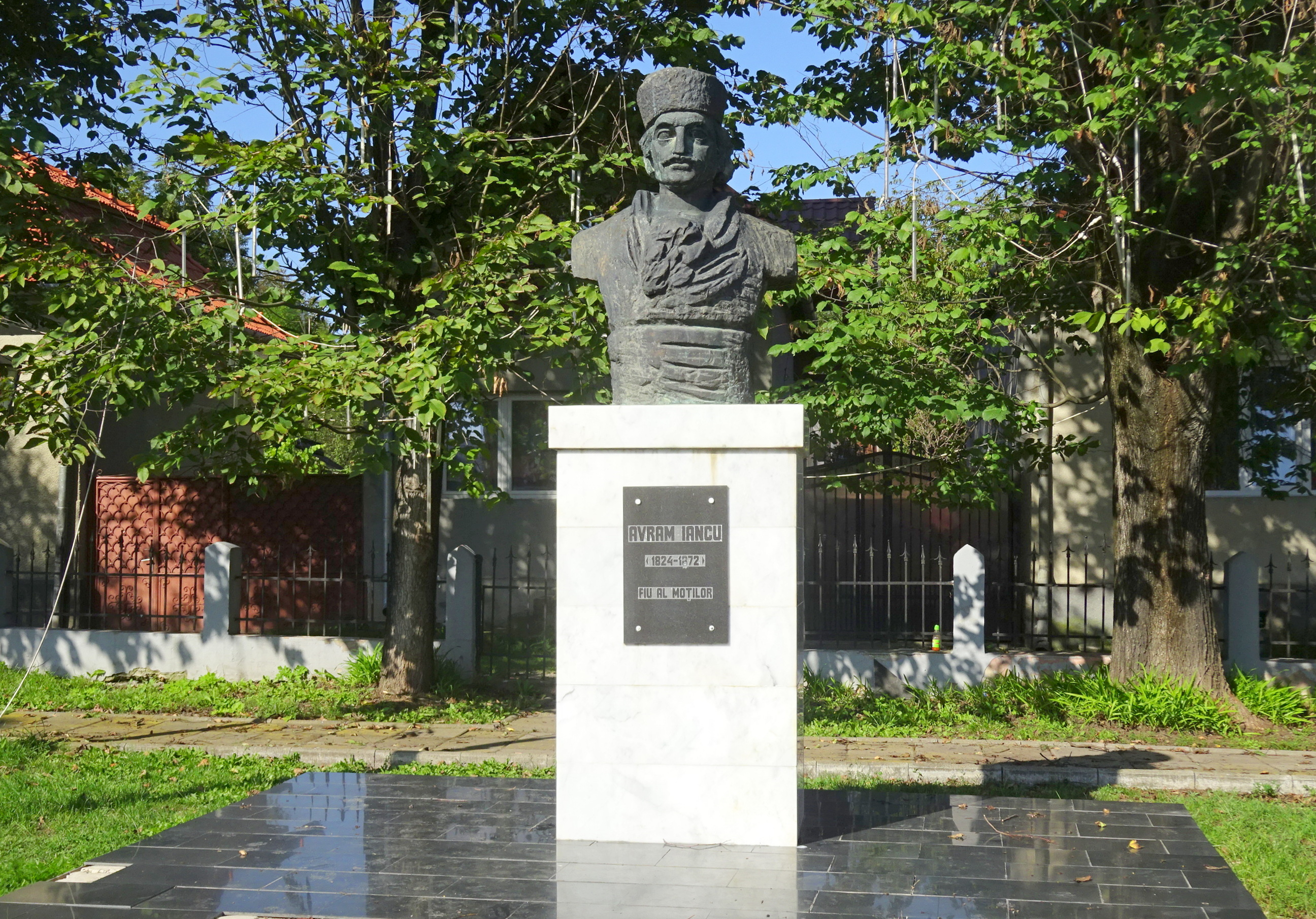
Bustul lui Avram Iancu din Iara
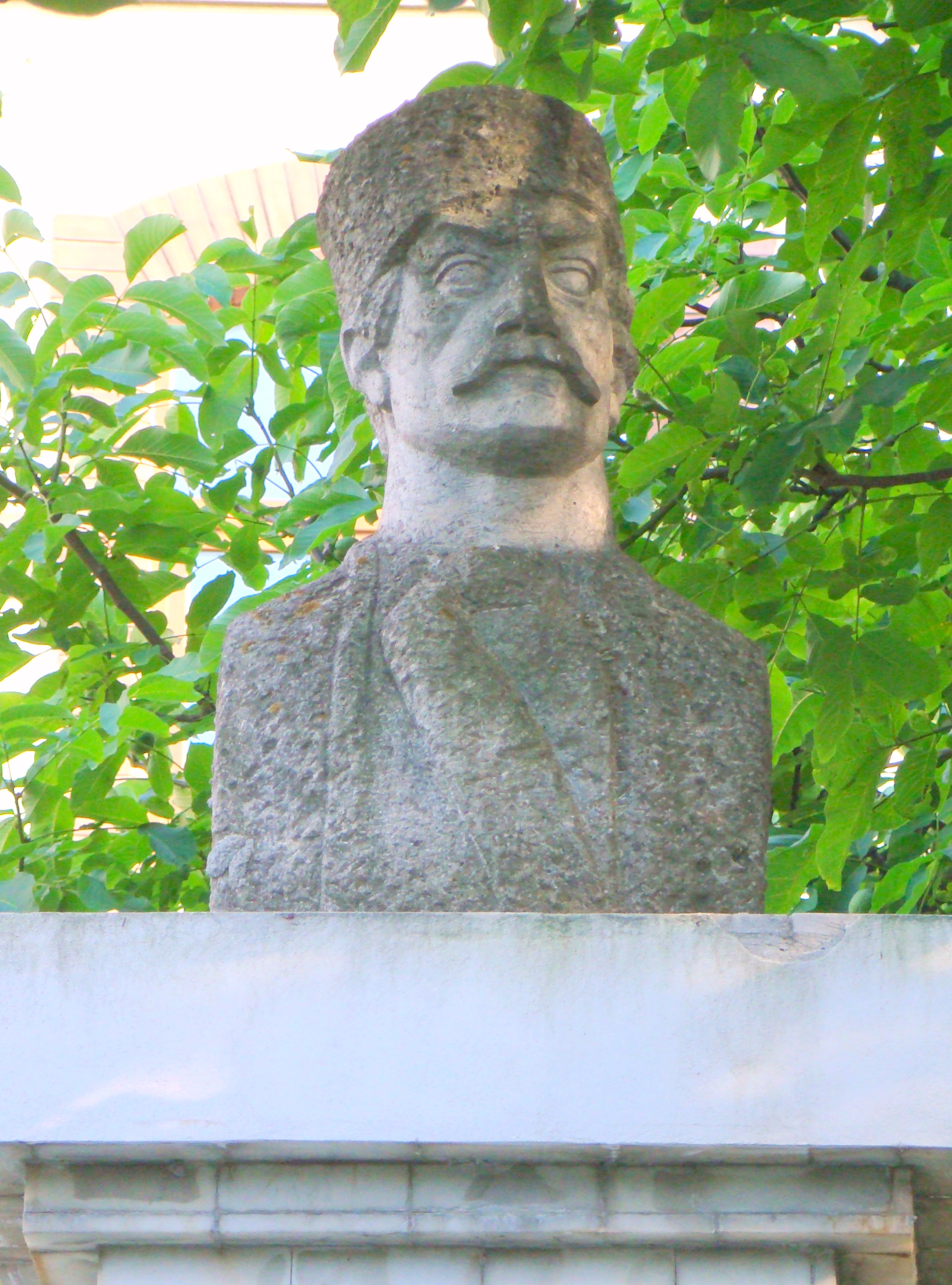
Bustul lui Avram Iancu din Aiud (monument istoric)
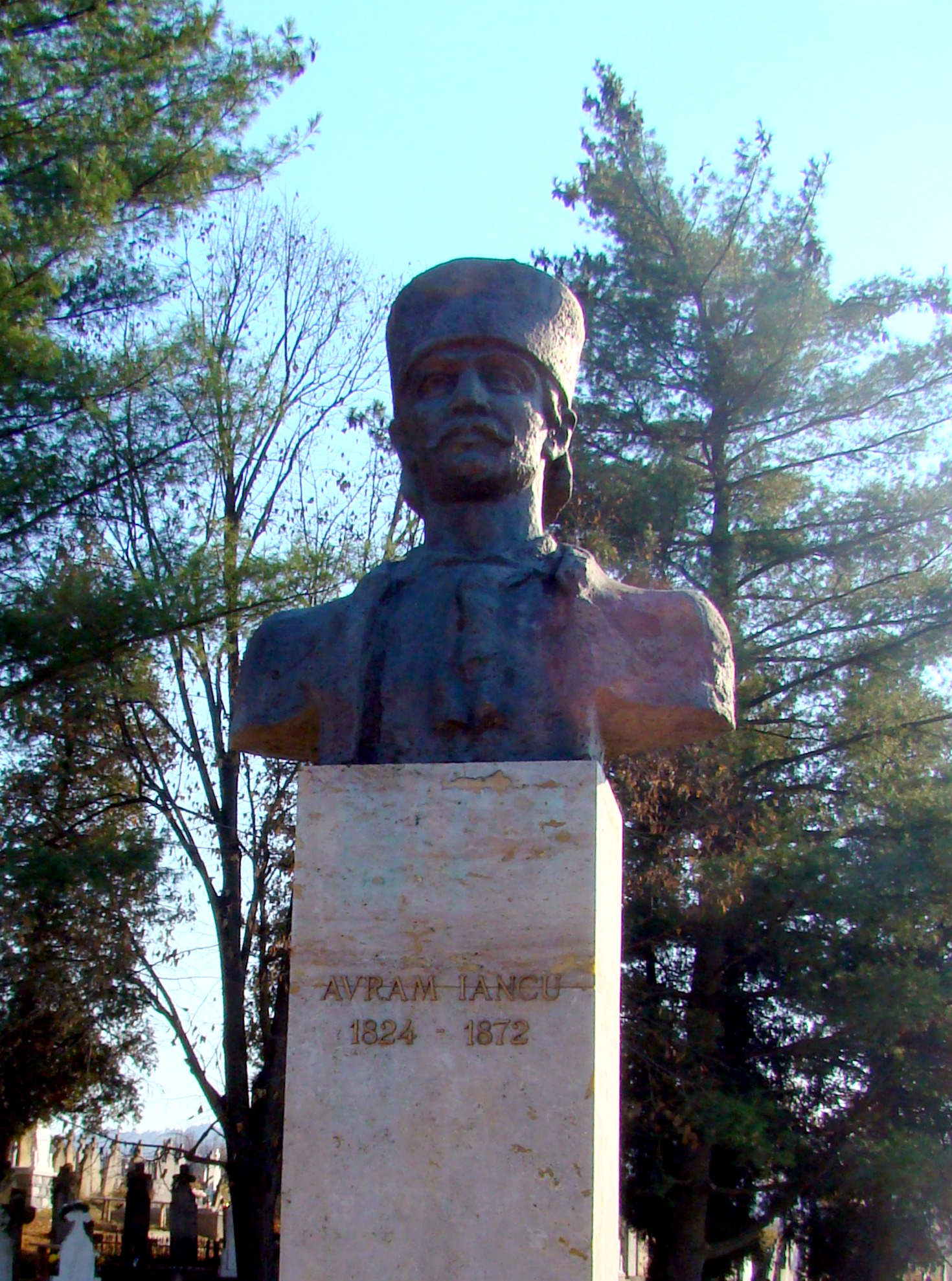
Bustul lui Avram Iancu de la Țebea
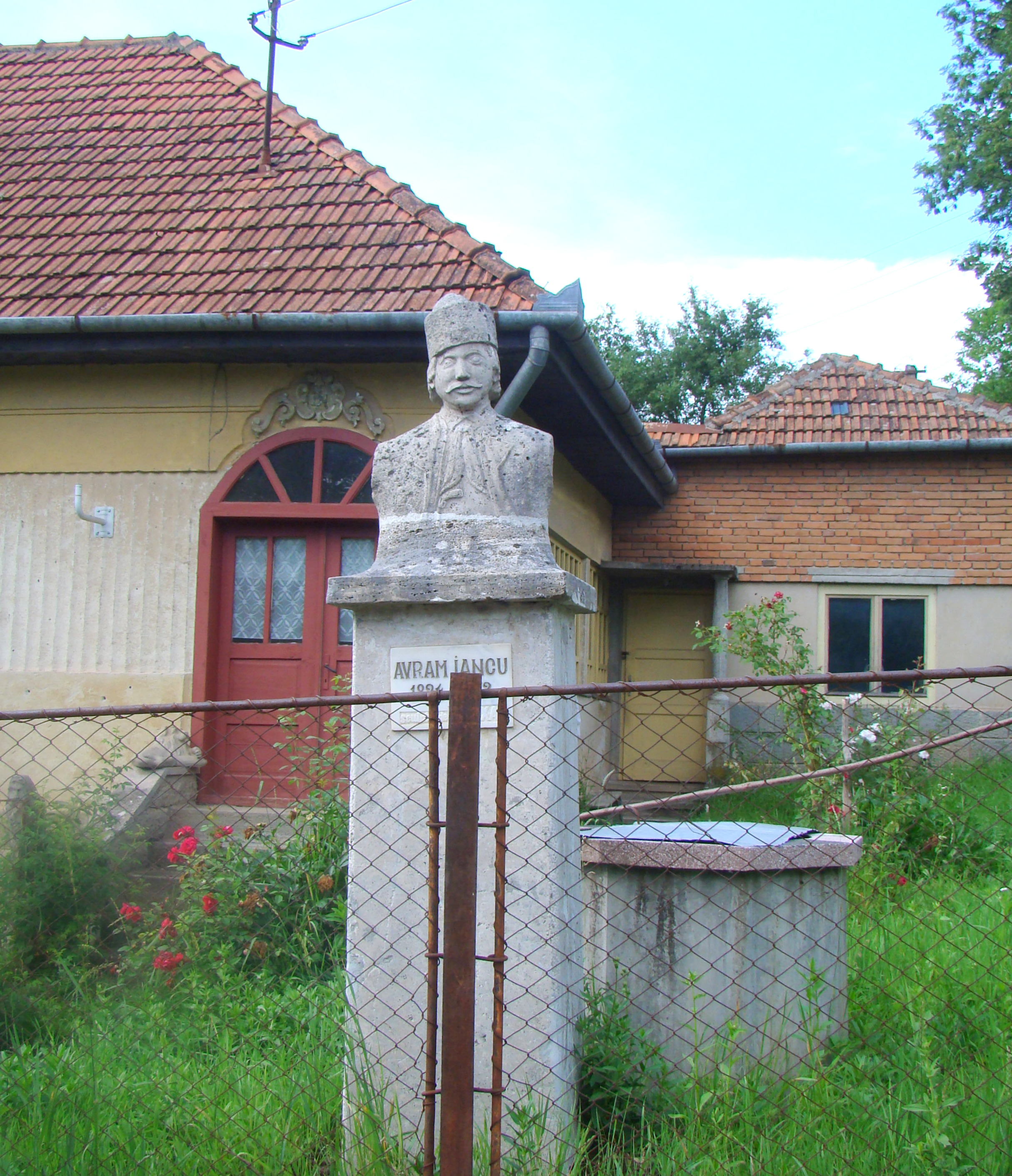
Bustul lui Avram Iancu din Ormindea
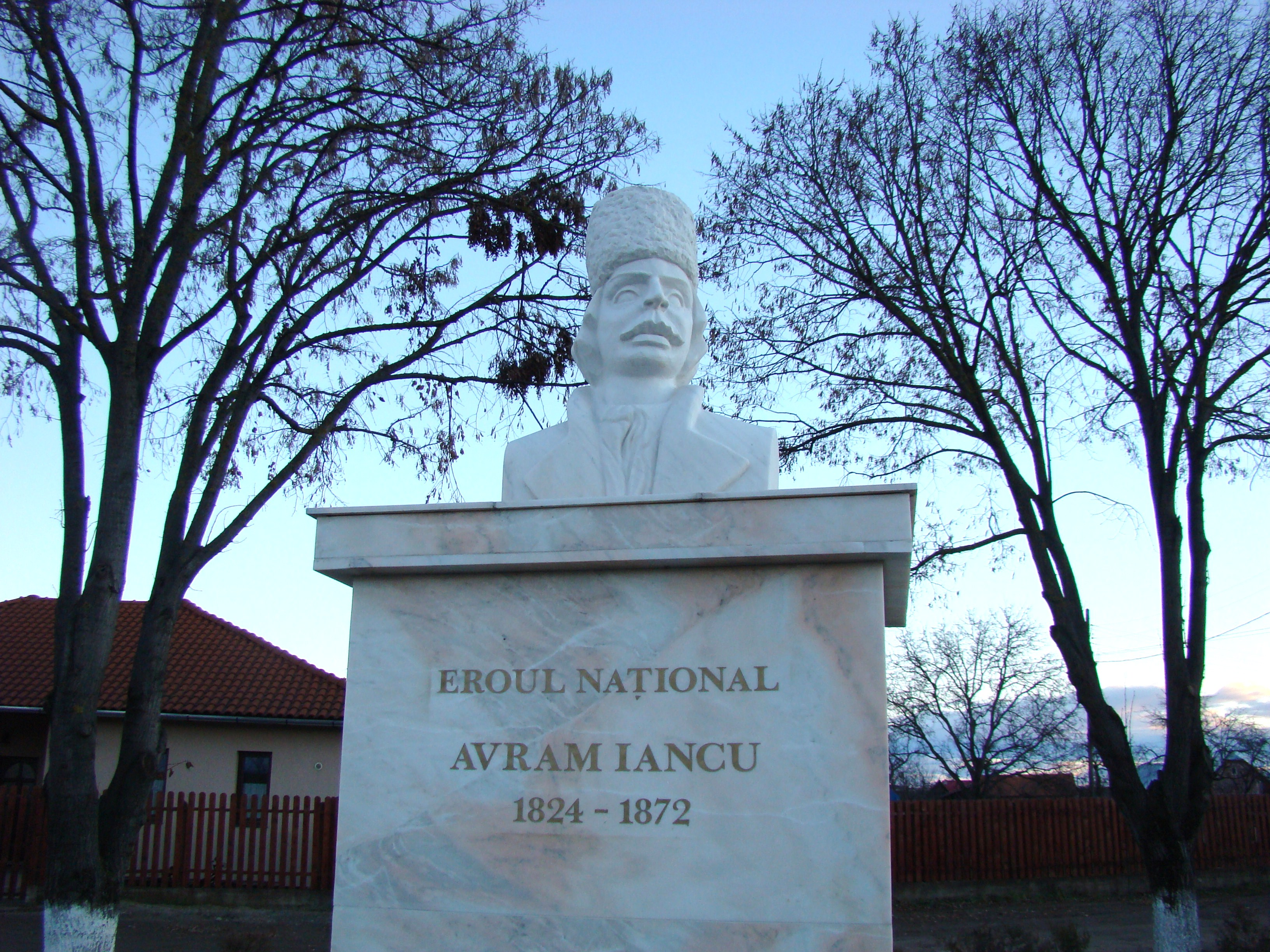
Bustul lui Avram Iancu din Mihai Viteazu
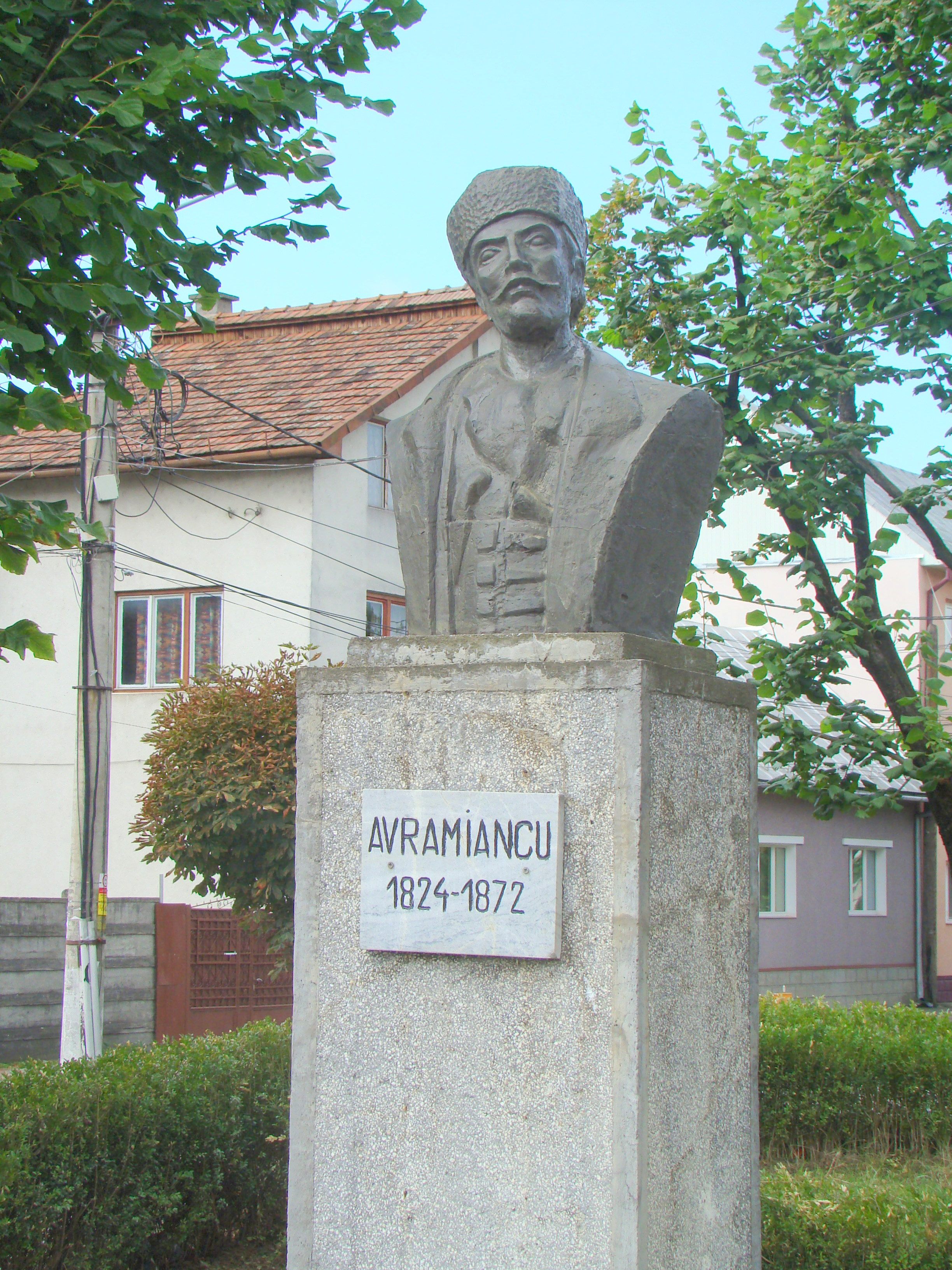
Bustul lui Avram Iancu din Năsăud

## Vezi și
- Materiale media legate de Avram Iancu la Wikimedia Commons
- Comuna Avram Iancu, Alba
- Fărău, Alba
- Istoriografia revoluției române de la 1848-1849 din Transilvania
- Revoluția de la 1848 în Transilvania
- Revoluția de la 1848 în Imperiul Austriac
- Revoluția Maghiară din 1848
- Statuia lui Avram Iancu din Cluj-Napoca
- Statuia lui Avram Iancu din Turda
- Mormântul lui Avram Iancu, monument istoric
- Crucea lui Avram Iancu din Blaj
- Stejarul lui Avram Iancu din Blaj
- Crucea lui Avram Iancu din Mărișel